# CFR Cluj
Fotbal Club CFR 1907 Cluj, cunoscut sub numele de CFR Cluj, sau pe scurt CFR, este un club de fotbal profesionist din Cluj-Napoca, județul Cluj, Transilvania, România, care evoluează în prezent în SuperLiga României. A fost fondat la data de 10 noiembrie 1907, când Transilvania făcea parte din Austro-Ungaria, iar denumirea actuală „CFR” este acronimul pentru Căile Ferate Române. Din punctul de vedere al numărului de trofee, CFR este cel mai de succes club din provincie, și a patra cea mai titrată echipă din România, după echipele bucureștene FCSB, Dinamo și Rapid, totalizând opt titluri naționale, cinci Cupe ale României și patru Supercupe.
Înainte de a primi un sprijin financiar semnificativ de la proprietarul/patronul anterior, Árpád Pászkány, în 2002, clubul și-a petrecut cea mai mare parte a existenței în diviziile inferioare, însă a participat și în Divizia A, pentru prima oară în 1947, și apoi în perioada 1969-1976, cea mai bună performanță fiind locul 5. De când s-a întors în prima ligă în 2004, CFR Cluj s-a bazat din ce în ce mai mult pe jucători străini pentru succesul său. În sezonul 2005-06, echipa a participat în prima ei competiție europeană, Cupa Intertoto, ajungând în finală, pe care a pierdut-o însă în fața echipei franceze RC Lens. În sezonul 2007-2008, sub conducerea antrenorului Ioan Andone, echipa a obținut eventul, câștigând pentru prima dată campionatul și Cupa României, și reușind să rupă un șir de 17 ani de campioane naționale din București. În consecință, CFR s-a calificat pentru faza grupelor a Ligii Campionilor UEFA, sezonul 2008-2009. În 2010 a câștigat pentru a doua oară titlul de campioană a României, iar în 2012 a obținut al treilea trofeu de campioană din palmares. În sezonul 2012-2013 al Ligii Campionilor UEFA, echipa a reușit să acumuleze 10 puncte în faza grupelor, un record absolut pentru un club din România până în ziua de astăzi.
După plecarea lui Árpád Pászkány, în 2014, CFR a trecut printr-o perioadă de recul și chiar o insolvență. Între 2018 și 2022, echipa a câștigat cinci titluri consecutive, la toate contribuind antrenorul Dan Petrescu. Pe plan european, pe lângă cele trei calificări în grupele Ligii Campionilor, echipa a mai obținut alte trei în UEFA Europa League și două în Conference League până în prezent.
Culorile tradiționale ale clubului sunt alb și vișiniu, ceferiștii disputându-și meciurile de acasă pe Stadionul Dr. Constantin Rădulescu din Gruia, care are o capacitate de 17.408 locuri. CFR are o rivalitate acerbă cu cealaltă echipă din oraș, Universitatea Cluj, meciurile dintre cele două fiind cunoscute sub numele de Derbiul Clujului. Mai multe rivalități, dar minore, s-au dezvoltat și în ultima perioadă împotriva echipelor cu care CFR a luptat pentru titlul național.

## Istoric

### Fondarea și primii ani (1907–1945)

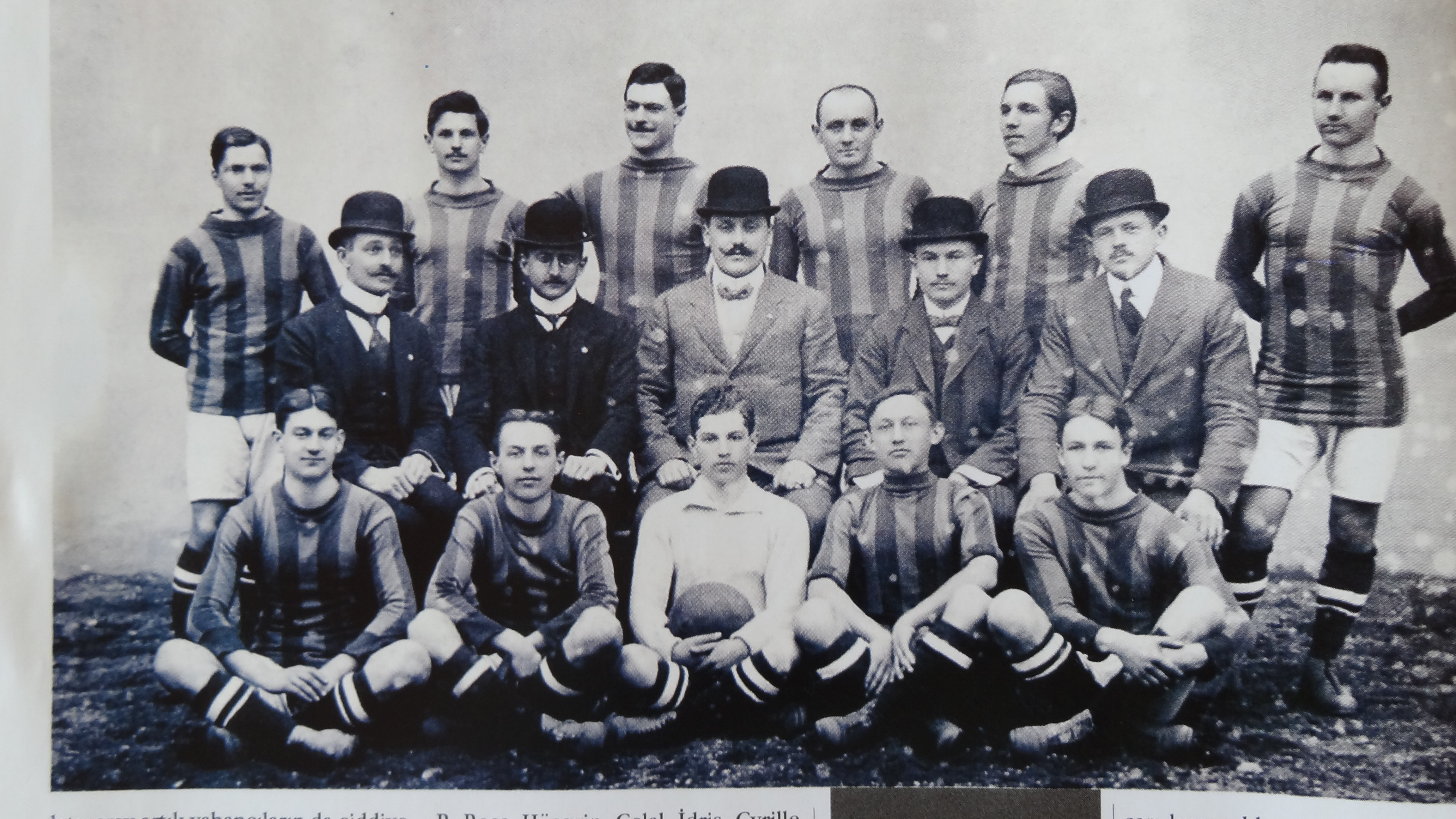
Selecționata Clujului înaintea meciului cu Galatasaray, la inaugurarea Stadionului Orășenesc în 1911. În echipament jucătorii CA Cluj, iar în costume jucătorii CFR-ului.

CFR a fost fondată în 1907, când orașul Cluj făcea parte din Austro-Ungaria, echipa numindu-se Kolozsvári Vasutas Sport Club („Club Sportiv Feroviar Cluj”). Din 1907 până în 1910, echipa a jucat în liga a doua Seria Est. Cu toate acestea, clubul nu a avut realizări notabile în acest timp. În 1911, echipa a câștigat noul-organizat Campionat al Transilvaniei. Clubul a terminat în mod constant pe locul al doilea în acea competiție între 1911 și 1914, competiție care a fost întreruptă din cauza Primului Război Mondial. După război, au continuat să câștige încă două titluri regionale, în anii 1918–19 și 1919–20.
În 1920, clubul și-a schimbat numele în CFR Cluj, menținându-și legăturile cu organizația feroviară națională, de data aceasta transportatorul feroviar de stat român, Căile Ferate Române, de unde și acronimul. Între 1920 și 1934 clubul nu a avut realizări notabile. Între 1934 și 1936, CFR a jucat două sezoane în Divizia B, clasându-se pe locul șase în sezonul 1934–35 și pe locul opt în sezonul 1935–36. În 1936, CFR a retrogradat în Divizia C, acolo unde a jucat două sezoane, terminând pe locul al doilea și respectiv pe locul 4. István Nagy, jucător și apoi antrenor la Cluj CFR (KAC/Ferar). La toată lumea la CFR a fost „Unchiul Pista”, a crescut generații de jucători, i-a făcut pe copii să se îndrăgostească de fotbal, a antrenat echipele de seniori și de tineret, iar apoi i-a învățat pe copii noțiunile de bază ale fotbalului mulți ani.

### Anii doctorului Rădulescu (1945–1982)
După cel de al Doilea Război Mondial, CFR a jucat un sezon în Divizia C, obținând promovarea în Divizia B. Înainte de începerea sezonului 1947–48, echipa a fuzionat cu un alt club local, Ferar Cluj, și a jucat în Divizia A pentru prima dată în istorie. Chiar și după această fuziune însă, echipa a rezistat doar doi ani în prima ligă și nu a mai jucat acolo după aceea vreme de încă 20 de ani. În 1960, o altă fuziune, de data aceasta cu Rapid Cluj, a dus la CSM Cluj. În 1964, numele echipei a fost schimbat în Clujeana. În același an, echipa de juniori a clubului a câștigat campionatul național.

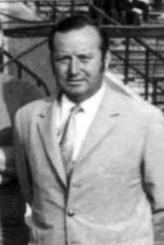
Dr. Constantin Rădulescu, considerat creatorul CFR-ului

Începând cu sezonul 1964–1965, CFR a renunțat la girarea managerială a echipei CSM Cluj. În același sezon, echipa de amatori a feroviarilor clujeni, Depoul de Locomotive, a promovat în campionatul regional, acolo unde, două campionate mai târziu, a ajuns la un pas de accederea în Divizia C, însă a pierdut la limită barajul. Totuși, imediat după baraj, amatorii din campionatul regional au ajuns direct în Divizia B: a avut loc o a patra fuziune din istoria fotbalului feroviar clujean. În 1967, Clujeana Cluj și-a cedat locul în eșalonul secund, iar noua echipă s-a înscris în Divizia B 1967-1968 sub denumirea de CFR Cluj.
În sezonul consecutiv promovării, ceferiștii au confirmat, pe etapă ce trecea, prognozele aparent pesimiste ale specialiștilor care vedeau trupa clujeană drept o certitudine în privința retrogradării. Numai forma la fel de proastă a contracandidatelor au menținut încă vii, la finele turului sezonului 1969-1970, speranțele suporterilor feroviarilor într-un miracol. Miracolul s-a petrecut în ultima etapă a unui retur în care, grație și aportului unor achiziții din intersezon, CFR-ul obține câteva victorii memorabile.
În ciuda salvării miraculoase de la retrogradare, următorul an a fost însă unul și mai slab. Lipsa de coeziune între compartimente și valoarea generală scăzută a echipei au adus CFR în aceeași situație ca în anul precedent: salvarea de la retrogradare amânată până în ultima etapă. Lupta în doi cu Progresul a fost câștigată de CFR, care a obținut, dramatic, contra celor de la UTA Arad, punctul necesar menținerii în prima divizie. Echipa nu s-a regăsit nici în campionatul 1971-1972, ocupând ultima poziție în clasament o jumătate de tur, cu o singură victorie în prima parte a sezonului. Cu opt victorii, două egaluri și doar cinci înfrângeri, băieții din Gruia s-au clasat pe locul 2, imediat după campioana acelei ediții, într-un top al eficacității în a doua jumătate a întrecerii. Verdictul continuării în Divizia A s-a amânat, a treia oară consecutiv, pentru ultima etapă, într-un meci în deplasare cu Steagul Roșu Brașov. O nouă salvare, iarăși pe seama jocului rezultatelor.
În vara anului 1972, CFR a făcut un transfer important. Mihai Adam, de la Universitatea Cluj, a fost schimbat cu Soos. Adam fusese de două ori golgheterul României și era considerat unul dintre cei mai buni jucători români din generația sa. El și restul echipei aveau să facă din sezonul 1972–73 cel mai de succes din istoria CFR-ului. Echipa a obținut cea mai înaltă clasare din fotbalul românesc de până atunci, a cincea în Divizia A. Câteva rezultate importante au încheiat un sezon excelent, inclusiv o victorie cu 2–0 împotriva echipei Rapid București, o remiză 2–2 împotriva Sportului Studențesc și o altă remiză, 1–1, cu Steaua București. În plus, stadionul pe care CFR îl folosește și astăzi a fost construit în 1973. Pentru a celebra finalizarea stadionului, CFR Cluj a jucat un joc amical împotriva Cubei. Meciul s-a încheiat cu o victorie cu 2–1 pentru CFR.
Sezonul 1973–74 a fost unul destul de rău pentru CFR, deoarece s-a salvat in extremis de retrogradare, ocupând locul 14 la sfârșitul sezonului. Singura realizare notabilă din acel sezon a fost al treilea titlu al lui Mihai Adam ca golgheter al României care, deși avea 33 de ani, a înscris 23 de goluri. Sezonul 1974–75 s-a asemănat cu cel dinainte: CFR s-a străduit să evite retrogradarea, atingându-și obiectivele tot timpul. Sezonul 1975–76 a marcat retrogradarea CFR-ului și ultimul său sezon în Divizia A în secolul al XX-lea. Un factor care a contribuit a fost vârsta echipei, cu majoritatea jucătorilor săi în vârstă de peste 30 de ani.
În primul sezon de după retrogradare, CFR-iștii au acuzat șocul și au renunțat rapid la ambițiile luptei pentru promovare. Deși a făcut un sezon excepțional, CFR-ul a pierdut promovarea la mare luptă cu FC Baia Mare. În anul următor, CFR-ul a stat în umbra celor de la „U”. Finalul campionatului 1979–1980 i-a găsit pe feroviari în zona retrogradării, lucru care nu s-a repetat și în sezonul 1980–1981  când, deși propuneau o componență mult schimbată, au fost mereu între echipele din fruntea clasamentului.

### Supraviețuirea (1982–2001)
Între 1982 și 1989, CFR-ul a alternat permanent între Diviziile B și C. Începând cu sezonul 1987-1988, au apărut în echipa CFR-ului câteva dintre numele contemporane consacrate de anii 1990 — Olariu, Trușcă, Iepure, Man, Miszti, Vădana sau Corpodean. Revoluția i-a prins pe feroviarii clujeni într-o situație organizațională precară, fapt reflectat de una dintre cele mai lungi perioade de anonimat din viața CFR-ului.
Problemele financiare s-au acutizat când, rând pe rând, s-a pus lacătul pe mai multe dintre secțiile care au adus gloria sportului feroviar clujean. Cea mai costisitoare secție, fotbalul, a rezistat totuși, dar eforturile de revenire în prim-plan erau sortite din start eșecului. Repartizați în cea de-a doua serie a Diviziei B după reforma federală, CFR-iștii au evoluții modeste în edițiile 1992–1993 și 1993–1994. Chinul avea să prefațeze nereușitul sezon 1994–1995: băieții doctorului Rădulescu, revenit la conducerea tehnică a echipei, au terminat pe locul 16 din 18 participante și au fost obligați să joace un meci de baraj împotriva echipei Olimpia Satu Mare pentru continuarea în Divizia B. Formația la care debutaseră în acel sezon Minteuan și Coroian a pierdut barajul și a retrogradat în Divizia C. Băieții din Gruia au câștigat apoi seria de „C” în fața ISCT-ului și au terminat fără emoții, la mijlocul clasamentului Diviziei B 1996-1997.

### Era Paskany (2002–2013)

#### Revenirea în Divizia A (2002–2005)
În ianuarie 2002, un nou sponsor, Árpád Pászkány, patronul S.C. Ecomax M.G., a fondat o nouă societate comercială pentru sport, cu Ecomax M.G. în calitate de acționar principal. Până la sfârșitul sezonului 2001-02 în Divizia C, CFR a promovat înapoi în Divizia B.
Vara anului 2003 a fost foarte importantă pentru CFR, deoarece au fost transferați mulți jucători noi talentați, inclusiv Cătălin Bozdog, Adrian Anca, Cristian Turcu și Sabin Pîglișan. Cu acești jucători și alții, CFR a intrat în prima ligă după un sezon de succes în Divizia B. CFR a început sezonul în forță, ocupând primul loc pentru o vreme. Apoi, principalul sponsor al clubului, Árpád Pászkány, a fost implicat într-un scandal public în timpul căruia el a acuzat mai mulți arbitri de corupție. Situația a afectat echipa și a dus la demiterea antrenorului principal, Gh. Cioceri. Primul an înapoi al CFR-ului în Divizia A a fost unul bun, dar inconstant. CFR a terminat pe locul șase după prima jumătate a sezonului 2004–05. În acest timp, CFR a avut unul dintre cele mai populare meciuri ale sale vreodată, învingând pe Dinamo București acasă. Scorul final a fost de 4–2, după câte două goluri marcate de Adrian Anca și Sorin Oncică. Cu toate acestea, a doua jumătate a campionatului s-a dovedit dezamăgitoare pentru CFR, care a adunat doar 12 puncte după 15 jocuri. Echipa a terminat pe locul 11, evitând retrogradarea.

#### Consolidarea lotului și finala cupei Intertoto (2005–2007)

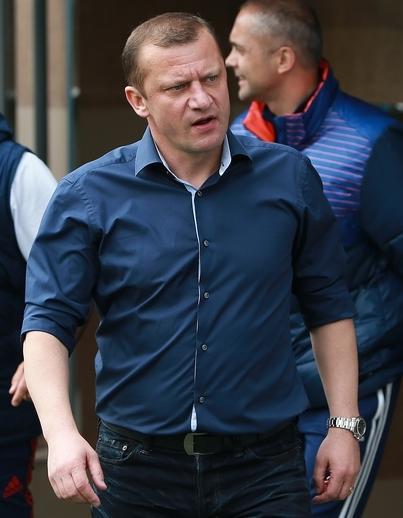
Dorinel Munteanu, fost jucător și antrenor la CFR Cluj

Bilanțul i-a nemulțumit pe oficialii din Gruia, care au pregătit o participare-eveniment în Cupa UEFA Intertoto 2005 și au început negocierile pentru găsirea unui nou tehnician. Dacă primul tur de Intertoto, cu cei de la Vetra Vilnius, a fost abordat cu Aurel Șunda la cârmă, el a fost înlocuit de internaționalul Dorinel Munteanu, venit în postura dublă de antrenor și jucător. Efervescența sosirii lui Munteanu i-a inspirat pe ceferiști, care au obținut o calificare de mare răsunet contra lui Athletic Bilbao. Tilincă, Anca, Oncică și noile transferuri, Coroian și Minteuan, nu s-au oprit, însă, aici, reușind să treacă și de AS Saint-Etienne. Semifinala cu Žalgiris Vilnius a fost doar o formalitate pentru clujeni, provocarea cea mare venind abia apoi: finala în două manșe contra echipe franceze RC Lens. Un meci tur plin de ghinion, terminat 1-1 după o dominare clară a clujenilor, a dat sperante dar în retur francezii s-au dovedit prea puternici pe propriul teren (3–1).

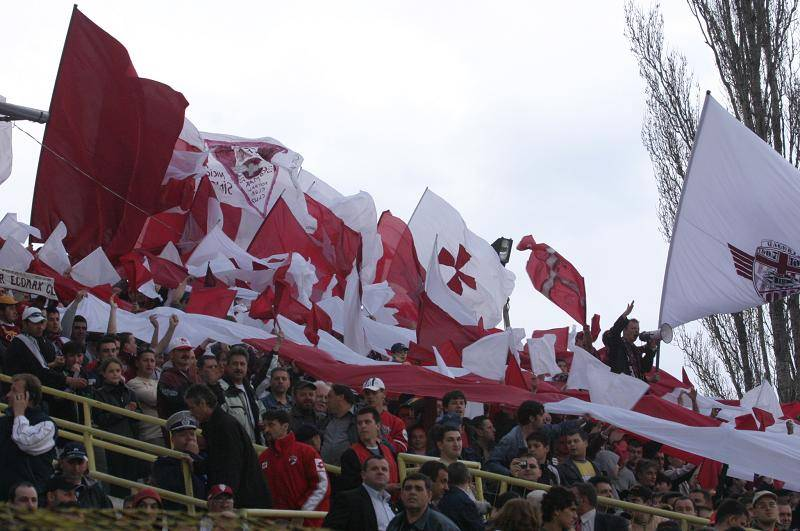
Galeria CFR-ului în 2006.

CFR a terminat pe locul cinci la sfârșitul sezonului intern 2005-2006. În timpul sezonului 2006-2007, au început să se producă schimbări majore la club. Dorinel Munteanu a demisionat din funcția de jucător-antrenor și a fost înlocuit de Cristiano Bergodi. Au fost transferați jucători străini din Europa de Vest și America de Sud.
A fost semnat un parteneriat cu clubul portughez Benfica. La 22 iulie 2007, CFR Cluj și-a sărbătorit anul centenarului jucând un meci amical împotriva lui Benfica și inaugurând noul sistem de iluminare a stadionului său.

#### Începutul dominației în fotbalul românesc și visul european (2008–2013)
Noul antrenor al echipei, Ioan Andone, în trecut la Omonia Nicosia și Dinamo București, a început bine sezonul 2007–08, CFR Cluj conducând clasamentul cu opt puncte la jumătatea sezonului și rămânând neînvinsă. Forma ei nu a fost la fel de bună în a doua jumătate a sezonului și a fost depășită de Steaua București cu două jocuri rămase înainte de final. În penultima etapă Steaua a pierdut cu eterna rivală Dinamo, iar CFR avea deplasare grea la Craiova cu Universitatea. Deși condusă la pauză cu 2-0, echipa CFR-ului a întors meciul câștigând cu 3-2. Soarta titlului de campionat s-a hotărât în ultima rundă, când adversarul CFR-ului a fost rival din oraș – U Cluj – care avea o bază de suporteri fanatici.(Jucătorii au mărturisit ca au fost transportați la Stadionul Ion Moina în duba poliției pentru sigurantă, unde au auzit cum erau aruncați bolovani în pereții masinii). Pentru ca CFR să fie campioană, pur și simplu trebuia să câștige. U, deși avea asigurată rămanerea în prima divizie, a făcut un joc dur și combativ. Singurul gol al meciului a venit dintr-un penalty legitim după ce Edvan l-a doborât pe Ruiz în interiorul suprafeței de pedeapsă. Penaltiul a fost trasnformat de căpitanul echipei Cadú. Chiar dacă Steaua a zdrobit-o pe Gloria Buzău cu 5–0 în ultima etapă, nu a fost suficient să aducă titlul în Ghencea, deoarece CFR a câștigat derby-ul împotriva Universității Cluj și a câștigat titlul, devenind prima echipă din afara Bucureștiului care a câștigat titlul în aproape două decenii. Trei zile mai târziu, CFR Cluj a realizat eventul, învingând Unirea Urziceni în finala Cupei României.

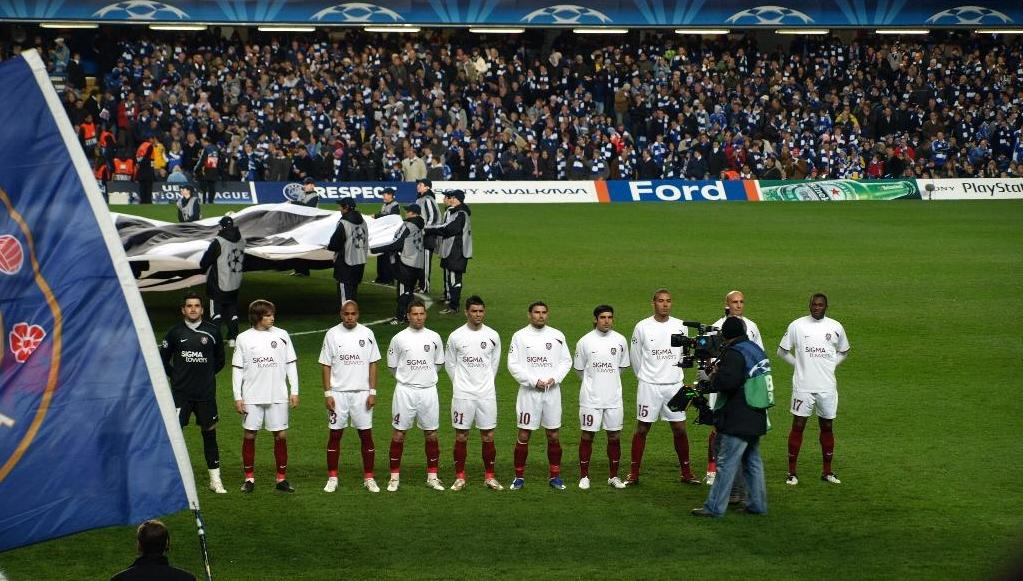
Primul unsprezece din decembrie 2008 înaintea meciului cu Chelsea Londra.

Prin câștigarea campionatului, CFR Cluj s-a calificat în faza grupelor Ligii Campionilor 2008-2009. Au căzut în Grupa A cu Chelsea FC din Anglia, AS Roma din Italia și Girondins de Bordeaux din Franța și aveau puține șanse de a se califica mai departe. În meciul de deschidere, CFR a provocat un șoc învingându-i pe romani în capitala Italiei, 2–1, cu argentinianul Juan Culio reușind o dublă. Așteptările au fost depășite în continuare când finalista sezonului precedent, Chelsea, a fost ținută în șah, cu un rezultat de egalitate, 0–0.

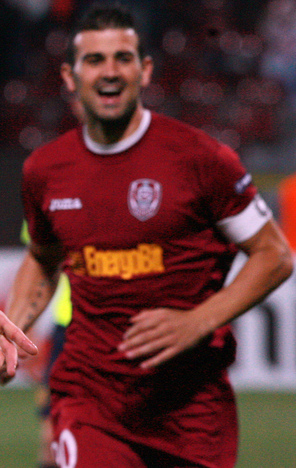
Ricardo Cadú, căpitanul echipei în perioada 2007–2014.

CFR a terminat sezonul 2008-2009 pe locul patru; echipa a avut două schimbări de antrenor în partea a doua a competiției și nu a reușit să-și asigure un al doilea titlu. Cupa României a fost păstrată încă un an la Cluj și astfel a jucat împotriva Unirii Urziceni (campionii Ligii I din acel sezon) în Supercupa României. CFR a devenit primul club din provincie care a câștigat trofeul în 2009.

#### Tripla: titlul, cupa și supercupa din 2010
În sezonul 2009–2010, CFR Cluj a participat în UEFA Europa League (competiție redenumită din Cupa UEFA) însă nu a trecut de faza grupelor. În campionat, cu Andrea Mandorlini, CFR s-a instalat pe prima poziție la finele turului și nu a mai cedat acest loc până la final, cucerind pentru a doua oară în istorie titlul de campioană a României, în dauna Unirii Urziceni și a lui FC Vaslui, și pentru a treia oară consecutiv, Cupa României, astfel realizează cel de-al doilea event din istoria clubului. În iulie, CFR a câștigat și Supercupa României, realizând prima triplă din istoria clubului și singura din fotbalul românesc.
Sezonul 2011-2012 a adus titlul la Cluj pentru a treia oară. Începând sub supravegherea lui Jorge Costa, echipa și-a menținut un loc în primii trei. După câteva înfrângeri majore aproape de sfârșitul sezonului, Costa a fost înlocuit de Ioan Andone. Sub Andone, CFR a câștigat toate meciurile rămase, cu excepția unui egal, și a terminat pe primul loc. Mai târziu în acel an, FC Dinamo București a învins CFR Cluj în Supercupa României 2012 cu 6–4 după penalty-uri, administrându-le prima înfrângere într-o finală.
În urma obținerii titlului de campioană în sezonul precedent, CFR Cluj a avut șansa să joace în turul trei de calificare pentru grupele din Liga Campionilor. Clujenii au reușit să se califice în faza grupelor Ligii Campionilor 2012-2013 după ce au trecut de Slovan Liberec și FC Basel. În grupa H, întâlnindu-le pe SC Braga, Galatasaray și Manchester United, CFR a reușit să acumuleze 10 puncte, un record pentru un club din România care se menține și în prezent. Învingându-le pe Braga (de două ori) și pe Manchester United, și remizând cu Galatasaray, CFR a pierdut calificarea în faza optimilor, fiind la egalitate de puncte cu Galatasaray, turcii beneficiind de rezultatele jocurilor directe. Asta însemna o participare în șaisprezecimile UEFA Europa League 2012-2013, acolo unde au dat peste Internazionale Milano, în fața căreia au fost eliminați după 0–5 la general.

### Reorganizarea și câștigarea Cupei României (2013–2016)
Dezamăgiți de rezultatele din campionat, la începutul sezonului 2013–2014, oficialii din Gruia l-au adus pe Mircea Rednic pe banca tehnică a clubului, în scopul obținerii unui nou titlu de campioană. Însă, după evoluția modestă din primele patru etape, Rednic a fost demis, iar Petre Grigoraș i-a luat locul în funcția de antrenor. La sfârșitul etapei a XIX-a, CFR ocupa locul 7 cu 28 de puncte, iar Petre Grigoraș a fost demis la rândul său, antrenor fiind numit Vasile Miriuță. Sub comanda acestuia, feroviarii clujeni au terminat ediția de campionat 2013–2014 pe locul 6, ocupând în extremis ultimul loc de Europa League datorită insolvenței declarate de către ocupanta locului 4, FC Dinamo București și a neobținerii licenței pe criterii financiare de către ocupanta locului 5, FC Vaslui.

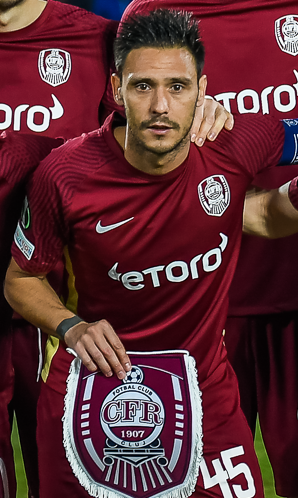
Camora a fost căpitanul care a condus echipa din teren la câștigarea Cupei României din 2016. Camora este, de asemenea, primul (și singurul până în prezent) străin naturalizat în echipa națională de fotbal a României, jucând 10 meciuri din 2020 încoace. Totodată, Camora este jucătorul străin cu cele mai multe meciuri jucate până în prezent în prima ligă din România.

În returul ediției de campionat 2013–2014, clubul a început să se confrunte cu probleme financiare, înregistrând restanțe salariale către jucători și obținând la limită licența pentru sezonul următor al Ligii I. La data de 22 mai 2014, în cadrul unei conferințe de presă, Árpád Pászkány și-a anunțat retragerea din cadrul clubului, prin cesionarea acțiunilor sale deținute în calitate de persoană fizică către un SA cu 29 de acționari. Ricardo Cadú, cel mai emblematic jucător din istoria modernă a CFR-ului, și-a anunțat la data de 17 mai 2014 despărțirea pe cale amiabilă de clubul feroviar. În Europa League, după o calificare chinuită cu Jagodina, CFR a fost eliminată în turul 3 de Dinamo Minsk dupa 0–2 în Gruia și 0–1 în Belarus.
CFR Cluj a început bine sezonul 2014-15, dar dificultățile financiare au dus la insolvență, care a început ulterior o perioadă de performanțe slabe. După ce nu a reușit să remunereze pe deplin cinci foști jucători de club, Federația Română de Fotbal a decis să penalizeze clubul cu 24 de puncte, ceea ce i-a plasat în ultima poziție în Liga I. Mulți jucători au părăsit clubul ca urmare, iar ceferiștii au contestat decizia Federației la Curtea de Arbitraj Sportiv. În mai 2015, Curtea a decis în favoarea lor, restabilind punctele de penalizare, ceea ce a ajutat echipa să obțină locul trei în campionat.
CFR Cluj a câștigat finala Cupei României 2016 jucată împotriva lui Dinamo București după lovituri de departajare, fiind primul lor trofeu din 2012.

### Era Varga (2017–prezent)

#### Dan Petrescu - un nou început (2017–2022)

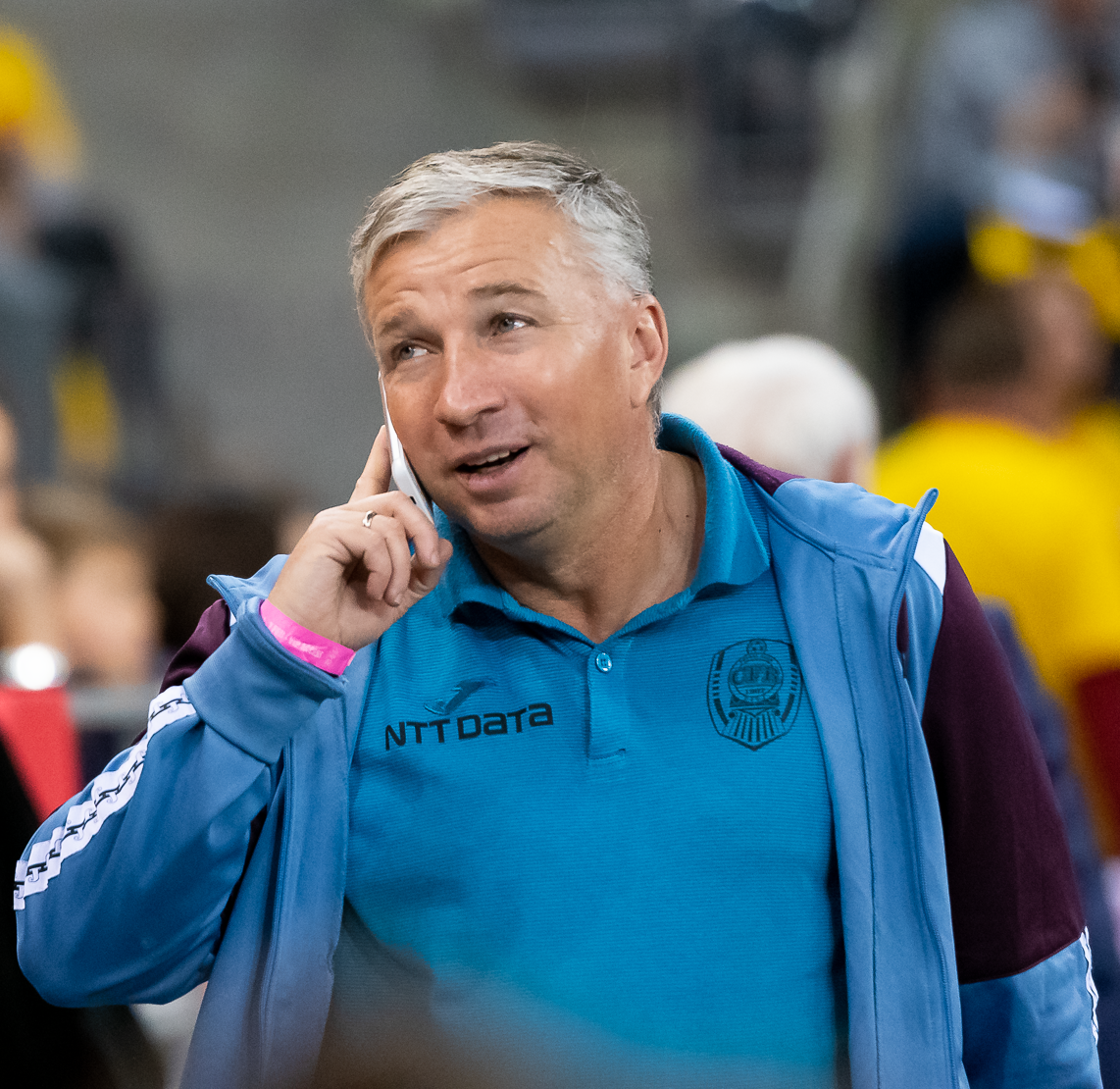
Dan Petrescu a condus echipa spre titlurile din 2018, 2020 și 2022. Acesta a antrenat echipa o scurtă perioadă de timp pentru ultimele meciuri din Liga I în sezonul 2018–2019 și începutul sezonului 2020–2021, de asemenea câștigate de CFR Cluj.

La începutul anului 2017, omul de afaceri clujean Ioan Varga a cumpărat 62% din acțiunile clubului; infuzia masivă de capital, în valoare de peste 5 milioane de euro, a fost suficientă pentru ca CFR să își plătească datoriile și să reușească ieșirea din insolvență în luna mai a aceluiași an, devenind a doua echipă din România, după Dinamo, care evită falimentul în urma declanșării procedurii de reorganizare. În paralel cu redresarea financiară, CFR a avut un sezon bun cu Vasile Miriuță pe banca tehnică, reușind calificarea în play-off și clasarea pe locul 4 la finalul campionatului.
La începutul sezonului 2017-2018, oficialii din Gruia l-au adus pe Dan Petrescu pe banca tehnică, întreprinzând în același timp și o campanie ambițioasă de transferuri, cu scopul calificării în play-off și al revenirii în cupele europene după trei ani de absență. Cu Petrescu la cârma echipei, CFR Cluj a câștigat titlul de campioană pentru a patra oară în istorie, după o pauză de 6 ani, la un an după ieșirea din insolvență.
CFR a obținut victoria și în Supercupa României 2018, unde a jucat cu CS U Craiova, de această dată sub conducerea antrenorului Edward Iordănescu. Cu toate acestea, Iordănescu a fost înlocuit după doar trei jocuri, iar Toni Conceição a fost readus pentru al treilea mandat de manager. Campania europeană a clubului a fost scurtată după ce echipa luxemburgheză F91 Dudelange a câștigat cu 5–2 la general play-off-ul UEFA Europa League; o eliminare catalogată de Gazeta Sporturilor drept „cea mai mare rușine din istoria fotbalului românesc”. În martie 2019, Dan Petrescu a revenit la CFR. Pe 12 mai 2019, după victoria cu 1–0 aceleiași CS U Craiova contra căreia câștigase Supercupa în 2018, CFR a câștigat titlul pentru a doua oară consecutiv, și pentru a cincea oară în istorie.
Calificându-se în preliminarile Ligii Campionilor, echipa a avut un parcurs mult mai bun față de sezonul precedent. După ce a trecut de FC Astana și Maccabi Tel Aviv, CFR Cluj a învins echipa scoțiană Celtic Glasgow în a treia rundă de calificare a Ligii Campionilor. În play-off s-au întâlnit cu Slavia Praga, dar au pierdut ambele meciuri cu 0–1, și au fost trimiși în faza grupelor din Europa League. Acolo, CFR a fost repartizată împotriva echipelor SS Lazio, Rennes și din nou, Celtic. Au terminat pe locul doi în spatele celei din urmă și au obținut un total de 12 puncte în grupă, din nou un record pentru cluburile din România în competițiile europene. În șaisprezecimile de finală, CFR a fost eliminată de Sevilla FC după regula golurilor în deplasare la finalul a două egaluri — spaniolii au câștigat finala acelui sezon cu 3–2 împotriva formației Inter Milano, pe 21 august 2020. Pe 3 august, CFR Cluj a câștigat al treilea titlu consecutiv și al șaselea la general, după o victorie în meciul final cu rivala CS U Craiova.

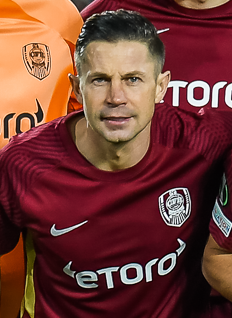
Ciprian Deac este unul dintre cei mai experimentați și titrați jucători ai CFR-ului de-a lungul timpului.

În Liga Campionilor 2020-2021, CFR a fost eliminată în turul II preliminar, la penalty-uri, de Dinamo Zagreb, însă formația clujeană a ajuns din nou în grupele Europa League, pentru al doilea an la rând. De această dată însă, echipa nu a trecut de grupe, acumulând doar 5 puncte. În decembrie 2020, după un șir de înfrângeri, Dan Petrescu a fost demis, iar în locul lui este adus Eduard Iordănescu. Pe 18 mai 2021, după o victorie 1–0 pe terenul echipei FC Botoșani, cu o etapă înainte de final, CFR Cluj și-a adjudecat cel de-al patrulea titlu consecutiv și al șaptelea din palmares.

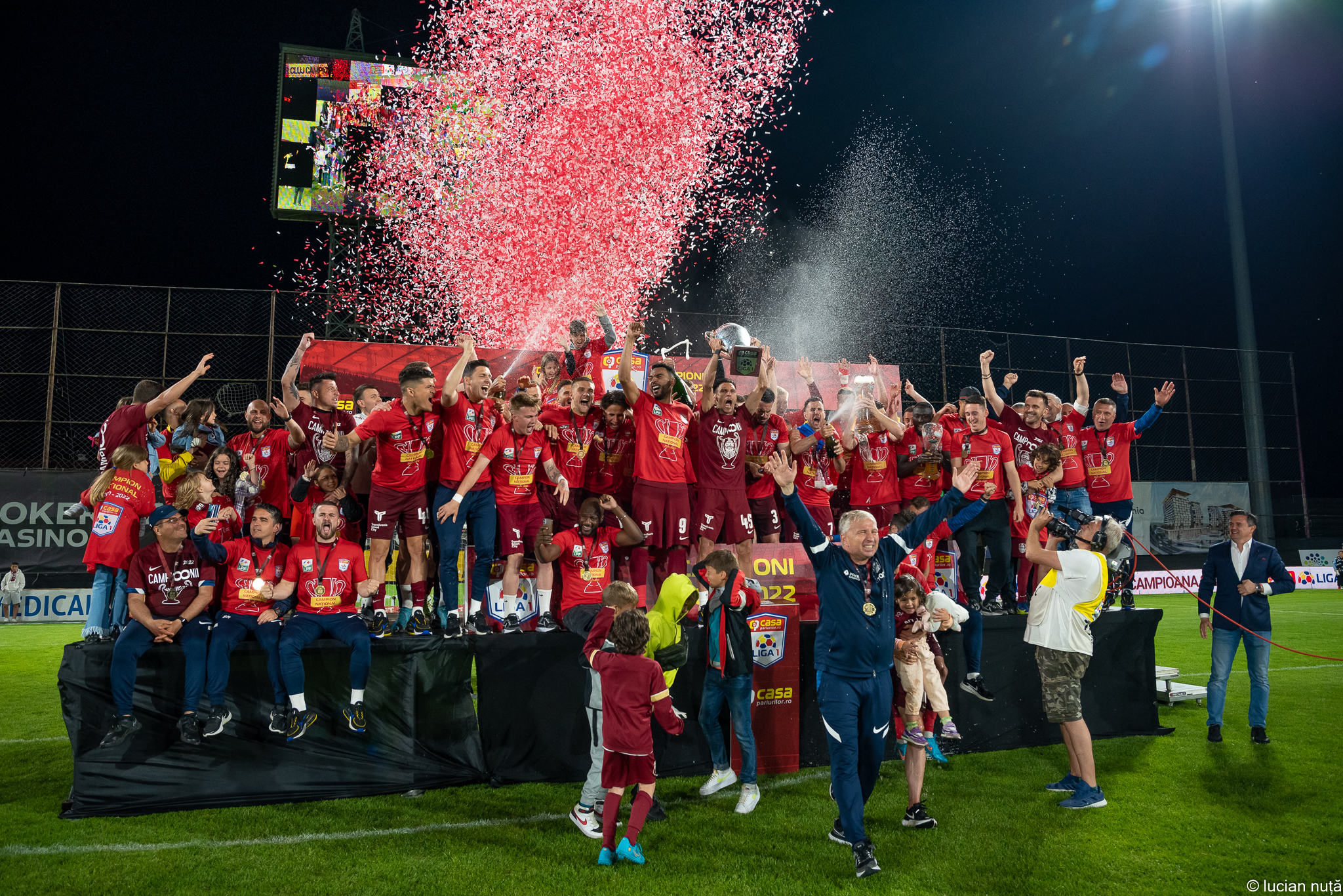
Jucătorii CFR-ului sărbătorind câștigarea titlului din sezonul 2021-2022.

În Liga Campionilor 2021-2022, CFR a fost eliminată în turul III preliminar, cu 4-2 la general, de Young Boys, iar în play-off-ul Europa League, campioana s-a întâlnit cu cei de la Steaua Roșie Belgrad unde a fost eliminată de echipa din Serbia cu 6-1 la general, astfel CFR ajungând în grupele celei de a treia competiții UEFA, Conference League, de unde nu reușește să treacă mai departe. În play-off-ul intern, CFR a avut aproape până în ultimul moment o luptă dură pentru titlu cu cei de la FCSB, care au reușit să câștige la Cluj cu 1-0. Pe 16 mai 2022, CFR a învins-o pe Universitatea Craiova cu 2-1, egalul făcut de FCSB cu cei de la FC Voluntari pe 15 mai 2022, și victoria CFR-ului contra Craiovei, le-a adus clujenilor cel de al cincilea titlu consecutiv și al optulea din palmares, devenind a treia cea mai titrată echipă din istoria României și egalând o performanță pe care doar Steaua București și Chinezul Timișoara au mai avut-o, câștigarea campionatului de 5 ori consecutiv.
În sezonul competițional 2022-2023, CFR Cluj a avut un start nereușit, echipa pierzând Supercupa României 2022 și a fost eliminată din primul tur de calificare al Ligii Campionilor de către Pyunik din Armenia. Totuși, au continuat în Conference League și au stabilit un nou record pentru o echipă românească în faza grupelor acumulând 10 puncte. A urmat etapa șaisprezecimilor, sau play-off-ul eliminatoriu, de unde a fost eliminată de Lazio Roma, după 0-1 la Roma și 0-0 la Cluj.
Parcursul european a afectat evoluția în campionat, CFR nu a mai avut performanța din anii trecuți, echipa suferind șapte înfrângeri în sezonul regular, lucru ce s-a mai întâmplat o singura dată, în 2015-2016, primul sezon cu sistem play-off/play-out. A apărut o nouă forță, Farul Constanța, care s-a clasat pe primul loc înaintea începerii play-off-ului, cu CFR la un punct în spate. Datorită numeroaselor accidentări survenite pe fundalul oboselii acumulate (Clubul CFR Cluj a fost a doua echipă din Europa dupâ numărul de meciuri disputate într-un sezon) echipa nu a putut ține pasul în play-off cu contracandidatele la titlu Farul și FCSB, și a încheiat sezonul pe locul 3, ratând titlul pentru prima oară după cinci ani.

#### Reconstrucția pentru un nou titlu (2023–prezent)
În vara anului 2023, a fost chemat Andrea Mandorlini pentru un al doilea mandat. Cu el la timonă s-a început reformarea lotului. La finalul anului CFR Cluj ocupa locul 2 în campionat și a reușit calificarea din grupele cupei României, și s-a decis încercarea câștigării titlului încă din primul an și de ce nu, a Cupei României. Deși Mandorlini a făcut pregătirea de iarnă, după înfrângerea de la Botoșani cu ultima clasată, a fost demis și înlocuit cu Adrian Mutu. După un 0-4 rușinos în Cupa României cu Corvinul Hunedoara echipa de liga a doua, Adrian Mutu și-a dat demisia. Ulterior, Dan Petrescu a revenit la Cluj, redevenind antrenorul feroviarilor care au terminat sezonul 2023–2024 de SuperLiga pe locul 2, fiind vice-campioni (pentru prima dată în istoria clubului) și calificându-se pentru preliminariile viitoarei ediții de UEFA Conference League în turul doi preliminar al acestei competiții. CFR Cluj a trecut ulterior de turul 2 precum și turul 3 al ediției curente de UEFA Conference League, dar au fost eliminați în play-off de echipa Pafos din Cipru.

## Cronologia numelui
| Nume                                                                      | Perioada     |
| ------------------------------------------------------------------------- | ------------ |
| Kolozsvári Vasutas Sport Club (Clubul Sportiv Feroviar Cluj)              | 1907–1910    |
| Kolozsvári Torna Club (Clubul Gimnastic/Sportiv Cluj)                     | 1910–1919    |
| Clubul Sportiv Căile Ferate Române Cluj - CS CFR Cluj                     | 1920–1940    |
| Kolozsvári MAV Sport Club (Clubul Sportiv al Căilor Ferate Maghiare Cluj) | 1940–1945    |
| CFR Cluj                                                                  | 1945–1950    |
| Locomotiva Cluj                                                           | 1945–1957    |
| CFR Cluj                                                                  | 1957–1960    |
| CSM Cluj                                                                  | 1960–1964    |
| Clujeana Cluj                                                             | 1964–1967    |
| CFR Cluj                                                                  | 1967–1982    |
| Steaua CFR Cluj                                                           | 1982–1990    |
| CFR Cluj                                                                  | 1990–2002    |
| CFR Ecomax Cluj                                                           | 2002–2005    |
| CFR 1907 Cluj                                                             | 2006–prezent |

## Palmares și statistici

### Titluri și trofee
| Competiții naționale | Competiții internaționale |
| Campionatul României Campioni (8) : 2008, 2010, 2012, 2018, 2019, 2020, 2021, 2022. Vicecampioni (2): 2024, 2025. Liga a II-a Campioni (2) : 1968-1969, 2003-2004. Vicecampioni (1): 1977-1978. Liga a III-a Campioni (8) : 1946–1947, 1958-1959, 1982-1983, 1985-1986, 1988-1989, 1990-1991, 1995-1996, 2001-2002 Vicecampioni (1): 1987-1988. Campionatul Regional de Fotbal al României Vicecampioni (1): 1920-1921 Locul 3 (1): 1923-1924, 1924-1925, 1931-1932 Cupa României Câștigători (5) : 2008, 2009, 2010, 2016, 2025. Finaliști (1): 2013. Supercupa României Câștigători (4) : 2009, 2010, 2018, 2020 Finaliști (6): 2012, 2016, 2019, 2021, 2022, 2025 Cupa Ligii României - Sferturi (2) : 2015-2016, 2016-2017 Nemzeti Bajnokság II/Liga II-a maghiară Campioni (4) : 1910–11, 1912–13, 1917–18*, 1944–45** Vicecampioni (3): 1909–10, 1913–14, 1918–19 | Liga Campionilor: - Faza grupelor (3) - 2008, 2010, 2012 Europa League: - 16-zecimi (2) - 2013, 2020 Conference League: - 16-zecimi (1) - 2022 Cupa UEFA Intertoto: Finaliști (1) - 2005 |

* Sezon neoficial.
** Sezon întrerupt.

### Rezultate
| 2008 | CFR Cluj | 2 - 1 | Unirea Urziceni   |
| 2009 | CFR Cluj | 3 - 0 | Poli Timișoara    |
| 2010 | CFR Cluj | 0 - 0 | FC Vaslui         |
| 2013 | CFR Cluj | 0 - 1 | Petrolul Ploiești |
| 2016 | CFR Cluj | 2 - 2 | Dinamo București  |

| 2009 | CFR Cluj | 1 - 1 | Unirea Urziceni    |
| 2010 | CFR Cluj | 2 - 2 | Unirea Urziceni    |
| 2012 | CFR Cluj | 2 - 2 | Dinamo București   |
| 2016 | CFR Cluj | 0 - 1 | Astra Giurgiu      |
| 2018 | CFR Cluj | 1 - 0 | CSU Craiova        |
| 2019 | CFR Cluj | 0 - 1 | Viitorul Constanța |
| 2020 | CFR Cluj | 0 - 0 | FCSB               |
| 2021 | CFR Cluj | 0 - 0 | CSU Craiova        |
| 2022 | CFR Cluj | 1 - 2 | Sepsi              |
| 2025 | CFR Cluj | 1 - 2 | FCSB               |

### Evoluția echipei pe sezoane
| Campioni | Pe locul doi | Locul al treilea | Promovată | Retrogradat |

Jucătorii din bold au fost cei mai buni marcatori din divizie.
| Sezon                                                           | Ligă | Ligă | Ligă | Ligă | Ligă | Ligă | Ligă | Ligă | Ligă | Ligă | Cupa Națională | Continental | Continental | Alte | Alte | Cel mai bun marcator                                                                                                | Cel mai bun marcator                                                                                                | Note | Nume                                                        |
| Sezon                                                           | Divizie (eșalon) | Divizie (eșalon) | Poz. | MJ | V | E | Î | GM | GP | Pct. | Cupa Națională | Continental | Continental | Alte | Alte | Nume | Goluri | Note | Nume                                                        |
| --------------------------------------------------------------- | --- | --- | --- | --- | --- | --- | --- | --- | --- | --- | --- | --- | --- | --- | --- | --- | --- | --- | ----------------------------------------------------------- |
| Campionatul de fotbal al Regatului Ungariei                     | Campionatul de fotbal al Regatului Ungariei                                                                         | Campionatul de fotbal al Regatului Ungariei                                                                         | Campionatul de fotbal al Regatului Ungariei                                                                         | Campionatul de fotbal al Regatului Ungariei                                                                         | Campionatul de fotbal al Regatului Ungariei                                                                         | Campionatul de fotbal al Regatului Ungariei                                                                         | Campionatul de fotbal al Regatului Ungariei                                                                         | Campionatul de fotbal al Regatului Ungariei                                                                         | Campionatul de fotbal al Regatului Ungariei                                                                         | Campionatul de fotbal al Regatului Ungariei                                                                         | Campionatul de fotbal al Regatului Ungariei                                                                         | Campionatul de fotbal al Regatului Ungariei                                                                         | Campionatul de fotbal al Regatului Ungariei                                                                         | Campionatul de fotbal al Regatului Ungariei                                                                         | Campionatul de fotbal al Regatului Ungariei                                                                         | Campionatul de fotbal al Regatului Ungariei                                                                         | Campionatul de fotbal al Regatului Ungariei                                                                         | Campionatul de fotbal al Regatului Ungariei                                                                         | Kolozsvári Vasutas SC (KVSC) / Clubul Sportiv Feroviar Cluj |
| 1907–08                                                         | NB II - Seria Est                                                                                                   | NB II - Seria Est                                                                                                   | 3 | 4 | 0 | 0 | 4 | 2 | 45 | 0 | – | | | | | | | | Kolozsvári Vasutas SC (KVSC) / Clubul Sportiv Feroviar Cluj |
| 1908–09                                                         | NB II - Seria Est                                                                                                   | NB II - Seria Est                                                                                                   | 3 | 8 | 4 | 1 | 3 | 4 | 11 | 9 | – | | | | | | | | Kolozsvári Vasutas SC (KVSC) / Clubul Sportiv Feroviar Cluj |
| 1909–10                                                         | NB II - Seria Est                                                                                                   | NB II - Seria Est                                                                                                   | 2 | 4 | 2 | 0 | 2 | 2 | 4 | 2 | – | | | | | | | | Kolozsvári Vasutas SC (KVSC) / Clubul Sportiv Feroviar Cluj |
| 1910–11                                                         | NB II - Seria Transilvania                                                                                          | NB II - Seria Transilvania                                                                                          | 1 | 4 | 3 | 0 | 1 | 11 | 6 | 6 | – | | | | | | | | Kolozsvári Torna Club (KTC)                                 |
| 1911–12                                                         | NB II - Seria Transilvania                                                                                          | NB II - Seria Transilvania                                                                                          | 3 | 6 | 1 | 0 | 5 | | | 2 | – | | | | | | | | Kolozsvári Torna Club (KTC)                                 |
| 1912–13                                                         | NB II - Seria Transilvania                                                                                          | NB II - Seria Transilvania                                                                                          | 1 | 12 | 11 | 1 | 0 | | | 23 | – | | | | | | | | Kolozsvári Torna Club (KTC)                                 |
| 1913–14                                                         | NB II - Seria Transilvania                                                                                          | NB II - Seria Transilvania                                                                                          | 2 | 20 | | | | | | 34 | – | | | | | | | Campionat întrerupt.                                                                                                | Kolozsvári Torna Club (KTC)                                 |
| 1914–18                                                         | Nu a participat la nicio competiție din cauza Primului Război Mondial. În 1918, Transilvania este unită cu România. | Nu a participat la nicio competiție din cauza Primului Război Mondial. În 1918, Transilvania este unită cu România. | Nu a participat la nicio competiție din cauza Primului Război Mondial. În 1918, Transilvania este unită cu România. | Nu a participat la nicio competiție din cauza Primului Război Mondial. În 1918, Transilvania este unită cu România. | Nu a participat la nicio competiție din cauza Primului Război Mondial. În 1918, Transilvania este unită cu România. | Nu a participat la nicio competiție din cauza Primului Război Mondial. În 1918, Transilvania este unită cu România. | Nu a participat la nicio competiție din cauza Primului Război Mondial. În 1918, Transilvania este unită cu România. | Nu a participat la nicio competiție din cauza Primului Război Mondial. În 1918, Transilvania este unită cu România. | Nu a participat la nicio competiție din cauza Primului Război Mondial. În 1918, Transilvania este unită cu România. | Nu a participat la nicio competiție din cauza Primului Război Mondial. În 1918, Transilvania este unită cu România. | Nu a participat la nicio competiție din cauza Primului Război Mondial. În 1918, Transilvania este unită cu România. | Nu a participat la nicio competiție din cauza Primului Război Mondial. În 1918, Transilvania este unită cu România. | Nu a participat la nicio competiție din cauza Primului Război Mondial. În 1918, Transilvania este unită cu România. | Nu a participat la nicio competiție din cauza Primului Război Mondial. În 1918, Transilvania este unită cu România. | Nu a participat la nicio competiție din cauza Primului Război Mondial. În 1918, Transilvania este unită cu România. | Nu a participat la nicio competiție din cauza Primului Război Mondial. În 1918, Transilvania este unită cu România. | Nu a participat la nicio competiție din cauza Primului Război Mondial. În 1918, Transilvania este unită cu România. | Nu a participat la nicio competiție din cauza Primului Război Mondial. În 1918, Transilvania este unită cu România. | Kolozsvári Torna Club (KTC)                                 |
| 1918–19                                                         | NB II - Seria Cluj                                                                                                  | NB II - Seria Cluj                                                                                                  | 1 | 6 | | | | | | | – | | | | | | | | Kolozsvári Torna Club (KTC)                                 |
| 1919–20                                                         | NB II - Seria Cluj                                                                                                  | NB II - Seria Cluj                                                                                                  | 1 | | | | | | | | | | | | | | | | Kolozsvári Torna Club (KTC)                                 |
| Campionatul României de fotbal.                                 | Campionatul României de fotbal.                                                                                     | Campionatul României de fotbal.                                                                                     | Campionatul României de fotbal.                                                                                     | Campionatul României de fotbal.                                                                                     | Campionatul României de fotbal.                                                                                     | Campionatul României de fotbal.                                                                                     | Campionatul României de fotbal.                                                                                     | Campionatul României de fotbal.                                                                                     | Campionatul României de fotbal.                                                                                     | Campionatul României de fotbal.                                                                                     | Campionatul României de fotbal.                                                                                     | Campionatul României de fotbal.                                                                                     | Campionatul României de fotbal.                                                                                     | Campionatul României de fotbal.                                                                                     | Campionatul României de fotbal.                                                                                     | Campionatul României de fotbal.                                                                                     | Campionatul României de fotbal.                                                                                     | Campionatul României de fotbal.                                                                                     | CFR Cluj                                                    |
| 1920–21                                                         | Camp. Reg. - Seria Cluj                                                                                             | Camp. Reg. - Seria Cluj                                                                                             | 2 | 6 | 3 | 2 | 1 | 10 | 8 | 8 | – | | | | | | | | CFR Cluj                                                    |
| 1921–22                                                         | Camp. Reg. - Seria Cluj                                                                                             | Camp. Reg. - Seria Cluj                                                                                             | | 7 | | | | | | | – | | | | | | | | CFR Cluj                                                    |
| 1922–23                                                         | Camp. Reg. - Seria Cluj                                                                                             | Camp. Reg. - Seria Cluj                                                                                             | | | | | | | | | – | | | | | | | | CFR Cluj                                                    |
| 1923–24                                                         | Camp. Reg. - Seria Cluj                                                                                             | Camp. Reg. - Seria Cluj                                                                                             | 3 | | | | | | | | – | | | | | | | | CFR Cluj                                                    |
| 1924–25                                                         | Camp. Reg. - Seria Cluj                                                                                             | Camp. Reg. - Seria Cluj                                                                                             | | 14 | | | | | | | – | | | | | | | | CFR Cluj                                                    |
| 1925–26                                                         | Camp. Reg. - Seria Cluj                                                                                             | Camp. Reg. - Seria Cluj                                                                                             | | 18 | | | | | | | – | | | | | | | | CFR Cluj                                                    |
| 1926–27                                                         | Camp. Reg. - Seria Cluj                                                                                             | Camp. Reg. - Seria Cluj                                                                                             | 6 | 10 | | | | | | | – | | | | | | | | CFR Cluj                                                    |
| 1927–28                                                         | Camp. Reg. - Seria Cluj                                                                                             | Camp. Reg. - Seria Cluj                                                                                             | Retras lipsă de fonduri.                                                                                            | Retras lipsă de fonduri.                                                                                            | Retras lipsă de fonduri.                                                                                            | Retras lipsă de fonduri.                                                                                            | Retras lipsă de fonduri.                                                                                            | Retras lipsă de fonduri.                                                                                            | Retras lipsă de fonduri.                                                                                            | Retras lipsă de fonduri.                                                                                            | Retras lipsă de fonduri.                                                                                            | Retras lipsă de fonduri.                                                                                            | Retras lipsă de fonduri.                                                                                            | Retras lipsă de fonduri.                                                                                            | Retras lipsă de fonduri.                                                                                            | Retras lipsă de fonduri.                                                                                            | Retras lipsă de fonduri.                                                                                            | Retras lipsă de fonduri.                                                                                            | CFR Cluj                                                    |
| 1928–29                                                         | Camp. Reg. - Seria Cluj                                                                                             | Camp. Reg. - Seria Cluj                                                                                             | 3 | | | | | | | | – | | | | | | | | CFR Cluj                                                    |
| 1929–30                                                         | Camp. Reg. - Seria Cluj                                                                                             | Camp. Reg. - Seria Cluj                                                                                             | | | | | | | | | – | | | | | | | | CFR Cluj                                                    |
| 1930–31                                                         | Camp. Reg. - Seria Cluj                                                                                             | Camp. Reg. - Seria Cluj                                                                                             | Retras lipsă de fonduri.                                                                                            | Retras lipsă de fonduri.                                                                                            | Retras lipsă de fonduri.                                                                                            | Retras lipsă de fonduri.                                                                                            | Retras lipsă de fonduri.                                                                                            | Retras lipsă de fonduri.                                                                                            | Retras lipsă de fonduri.                                                                                            | Retras lipsă de fonduri.                                                                                            | Retras lipsă de fonduri.                                                                                            | Retras lipsă de fonduri.                                                                                            | Retras lipsă de fonduri.                                                                                            | Retras lipsă de fonduri.                                                                                            | Retras lipsă de fonduri.                                                                                            | Retras lipsă de fonduri.                                                                                            | Retras lipsă de fonduri.                                                                                            | Retras lipsă de fonduri.                                                                                            | CFR Cluj                                                    |
| 1931–32                                                         | Camp. Reg. - Seria Cluj                                                                                             | Camp. Reg. - Seria Cluj                                                                                             | 3 | | | | | | | | – | | | | | | | | CFR Cluj                                                    |
| 1932–33                                                         | Camp. Reg. - Seria Cluj                                                                                             | Camp. Reg. - Seria Cluj                                                                                             | 2 | | | | | | | | – | | | | | | | Sistem divizionar                                                                                                   | CFR Cluj                                                    |
| 1933–34                                                         | Camp. Reg. - Seria Cluj                                                                                             | Camp. Reg. - Seria Cluj                                                                                             | 1 | | | | | 32 | 4 | | p | | | | | | | | CFR Cluj                                                    |
| 1934–35                                                         | Div B (2) | B3 | 5 | 14 | 4 | 3 | 7 | 21 | 27 | 11 | p | | | | | | | | CFR Cluj                                                    |
| 1935–36                                                         | Div B (2) | B3 | 8 | 14 | 3 | 1 | 10 | 11 | 28 | 7 | p | | | | | | | | CFR Cluj                                                    |
| 1936–37                                                         | Div C (3) | S2N | 2 | 10 | 3 | 6 | 1 | 12 | 10 | 12 | p | | | | | | | | CFR Cluj                                                    |
| 1937–38                                                         | Div C (3) | S1N | 4 | 16 | 8 | 4 | 4 | 39 | 25 | 20 | p | | | | | | | | CFR Cluj                                                    |
| 1938–39                                                         | Camp. Reg. - Seria Cluj                                                                                             | Camp. Reg. - Seria Cluj                                                                                             | 1 | | | | | | | | p | | | | | | | | CFR Cluj                                                    |
| 1939–40                                                         | Camp. Reg. - Seria Cluj                                                                                             | Camp. Reg. - Seria Cluj                                                                                             | 1 | – | – | – | – | – | – | – | p | | | | | | | | CFR Cluj                                                    |
| 1940–41                                                         | Div B (2) | Div B (2) | Retras, Dictatul de la Viena.                                                                                       | Retras, Dictatul de la Viena.                                                                                       | Retras, Dictatul de la Viena.                                                                                       | Retras, Dictatul de la Viena.                                                                                       | Retras, Dictatul de la Viena.                                                                                       | Retras, Dictatul de la Viena.                                                                                       | Retras, Dictatul de la Viena.                                                                                       | Retras, Dictatul de la Viena.                                                                                       | Retras, Dictatul de la Viena.                                                                                       | Retras, Dictatul de la Viena.                                                                                       | Retras, Dictatul de la Viena.                                                                                       | Retras, Dictatul de la Viena.                                                                                       | Retras, Dictatul de la Viena.                                                                                       | Retras, Dictatul de la Viena.                                                                                       | Retras, Dictatul de la Viena.                                                                                       | Retras, Dictatul de la Viena.                                                                                       | CFR Cluj                                                    |
| Campionatul Ungariei de fotbal                                  | Campionatul Ungariei de fotbal                                                                                      | Campionatul Ungariei de fotbal                                                                                      | Campionatul Ungariei de fotbal                                                                                      | Campionatul Ungariei de fotbal                                                                                      | Campionatul Ungariei de fotbal                                                                                      | Campionatul Ungariei de fotbal                                                                                      | Campionatul Ungariei de fotbal                                                                                      | Campionatul Ungariei de fotbal                                                                                      | Campionatul Ungariei de fotbal                                                                                      | Campionatul Ungariei de fotbal                                                                                      | Campionatul Ungariei de fotbal                                                                                      | Campionatul Ungariei de fotbal                                                                                      | Campionatul Ungariei de fotbal                                                                                      | Campionatul Ungariei de fotbal                                                                                      | Campionatul Ungariei de fotbal                                                                                      | Campionatul Ungariei de fotbal                                                                                      | Campionatul Ungariei de fotbal                                                                                      | Campionatul Ungariei de fotbal                                                                                      | Kolozsvári MÁV SE                                           |
| 1940–41                                                         | NB IV | NB IV | 2 | 8 | 5 | 1 | 2 | 19 | 11 | 11 | – | | | | | | | | Kolozsvári MÁV SE                                           |
| 1941–42                                                         | NB II | NB II | 3 | 26 | 15 | 2 | 9 | 77 | 51 | 32 | – | | | | | | | | Kolozsvári MÁV SE                                           |
| 1942–43                                                         | NB II | NB II | 3 | 18 | 9 | 2 | 7 | 32 | 37 | 20 | – | | | | | | | | Kolozsvári MÁV SE                                           |
| 1943–44                                                         | NB II | NB II | 11 | 26 | 7 | 7 | 12 | 39 | 49 | 21 | – | | | | | | | | Kolozsvári MÁV SE                                           |
| 1944–45                                                         | NB II | NB II | 1 | – | – | – | – | – | – | – | – | Retras, Dictatul de la Viena anulat.                                                                                | Retras, Dictatul de la Viena anulat.                                                                                | Retras, Dictatul de la Viena anulat.                                                                                | Retras, Dictatul de la Viena anulat.                                                                                | Retras, Dictatul de la Viena anulat.                                                                                | Retras, Dictatul de la Viena anulat.                                                                                | Retras, Dictatul de la Viena anulat.                                                                                | Kolozsvári MÁV SE                                           |
| Campionatul României de fotbal.                                 | Campionatul României de fotbal.                                                                                     | Campionatul României de fotbal.                                                                                     | Campionatul României de fotbal.                                                                                     | Campionatul României de fotbal.                                                                                     | Campionatul României de fotbal.                                                                                     | Campionatul României de fotbal.                                                                                     | Campionatul României de fotbal.                                                                                     | Campionatul României de fotbal.                                                                                     | Campionatul României de fotbal.                                                                                     | Campionatul României de fotbal.                                                                                     | Campionatul României de fotbal.                                                                                     | Campionatul României de fotbal.                                                                                     | Campionatul României de fotbal.                                                                                     | Campionatul României de fotbal.                                                                                     | Campionatul României de fotbal.                                                                                     | Campionatul României de fotbal.                                                                                     | Campionatul României de fotbal.                                                                                     | Campionatul României de fotbal.                                                                                     | CFR Cluj                                                    |
| 1945–46                                                         | District | District | 3 | | | | | | | | – | | | | | | | | CFR Cluj                                                    |
| 1946–47                                                         | Div C (3) | C7 | 1 | 16 | 15 | 1 | 0 | 56 | 5 | 31 | – | | | | | | | | CFR Cluj                                                    |
| 1947–48                                                         | Div B (2) | B4 | 15 | 15 | 10 | 0 | 5 | 40 | 28 | 20 | p | | | | | | | Fuzionat cu Ferar Cluj în timpul sezonului                                                                          | CFR Cluj                                                    |
| 1947–48                                                         | Div A (1) | Div A (1) | 8 | 30 | 9 | 10 | 11 | 48 | 52 | 28 | R16 | | | | | Anton Fernbach-Ferenczi                                                                                             | 15 | Fuzionat cu Ferar Cluj în timpul sezonului                                                                          | CFR Cluj                                                    |
| 1948–49                                                         | Div A (1) | Div A (1) | 11 | 26 | 9 | 5 | 12 | 39 | 67 | 23 | R32 | | | | | | | | CFR Cluj                                                    |
| 1950                                                            | Div B (2) | B2 | 8 | 22 | 7 | 5 | 10 | 42 | 34 | 19 | p | | | | | | | | Locomotiva Cluj                                             |
| 1951                                                            | Div B (2) | B2 | 6 | 22 | 9 | 5 | 8 | 37 | 31 | 23 | R32 | | | | | | | | Locomotiva Cluj                                             |
| 1952                                                            | Div B (2) | B2 | 4 | 22 | 7 | 7 | 8 | 29 | 24 | 21 | p | | | | | | | | Locomotiva Cluj                                             |
| 1953                                                            | Div B (2) | B2 | 3 | 28 | 14 | 7 | 7 | 48 | 32 | 35 | R32 | | | | | | | | Locomotiva Cluj                                             |
| 1954                                                            | Div B (2) | B2 | 5 | 24 | 10 | 6 | 8 | 33 | 26 | 26 | p | | | | | | | | Locomotiva Cluj                                             |
| 1955                                                            | Div B (2) | B2 | 7 | 26 | 11 | 3 | 12 | 45 | 38 | 25 | p | | | | | | | | Locomotiva Cluj                                             |
| 1956                                                            | Div B (2) | B1 | 10 | 24 | 9 | 3 | 12 | 30 | 41 | 21 | R32 | | | | | | | | Locomotiva Cluj                                             |
| 1957                                                            | Div B (2) | B1 | 6 | 12 | 3 | 2 | 7 | 18 | 28 | 8 | – | | | | | | | | Locomotiva Cluj                                             |
| 1957–58                                                         | Div B (2) | B1 | 14 | 26 | 3 | 5 | 18 | 31 | 71 | 11 | p | | | | | | | | CFR Cluj                                                    |
| 1958–59                                                         | Div C (3) | C5 | 2 | 18 | 10 | 3 | 5 | 26 | 17 | 23 | R32 | | | | | | | | CFR Cluj                                                    |
| 1959–60                                                         | Div B (2) | B3 | 8 | 26 | 11 | 2 | 13 | 33 | 36 | 24 | R32 | | | | | | | Fuzionat cu Rapid Cluj                                                                                              | CFR Cluj                                                    |
| 1960–61                                                         | Div B (2) | B3 | 8 | 26 | 9 | 7 | 10 | 29 | 41 | 25 | p | | | | | | | | CSM Cluj                                                    |
| 1961–62                                                         | Div B (2) | B3 | 7 | 26 | 10 | 8 | 8 | 32 | 31 | 28 | p | | | | | | | | CSM Cluj                                                    |
| 1962–63                                                         | Div B (2) | B3 | 5 | 26 | 10 | 7 | 9 | 40 | 30 | 27 | p | | | | | | | | CSM Cluj                                                    |
| 1963–64                                                         | Div B (2) | B2 | 11 | 26 | 9 | 4 | 13 | 34 | 31 | 22 | R32 | | | | | | | | CSM Cluj                                                    |
| 1964–65                                                         | Div B (2) | B2 | 3 | 26 | 11 | 5 | 10 | 34 | 22 | 27 | R32 | | | | | | | | Clujeana Cluj                                               |
| 1965–66                                                         | Div B (2) | B2 | 9 | 26 | 7 | 8 | 11 | 31 | 43 | 22 | R16 | | | | | | | | Clujeana Cluj                                               |
| 1966–67                                                         | Div B (2) | B2 | 11 | 26 | 8 | 7 | 11 | 26 | 35 | 23 | p | | | | | | | Întrerupt | Clujeana Cluj                                               |
| 1960–67 Depoul de Locomotive a luat locul Clujeana Cluj (Div B) | 1960–67 Depoul de Locomotive a luat locul Clujeana Cluj (Div B)                                                     | 1960–67 Depoul de Locomotive a luat locul Clujeana Cluj (Div B)                                                     | 1960–67 Depoul de Locomotive a luat locul Clujeana Cluj (Div B)                                                     | 1960–67 Depoul de Locomotive a luat locul Clujeana Cluj (Div B)                                                     | 1960–67 Depoul de Locomotive a luat locul Clujeana Cluj (Div B)                                                     | 1960–67 Depoul de Locomotive a luat locul Clujeana Cluj (Div B)                                                     | 1960–67 Depoul de Locomotive a luat locul Clujeana Cluj (Div B)                                                     | 1960–67 Depoul de Locomotive a luat locul Clujeana Cluj (Div B)                                                     | 1960–67 Depoul de Locomotive a luat locul Clujeana Cluj (Div B)                                                     | 1960–67 Depoul de Locomotive a luat locul Clujeana Cluj (Div B)                                                     | 1960–67 Depoul de Locomotive a luat locul Clujeana Cluj (Div B)                                                     | 1960–67 Depoul de Locomotive a luat locul Clujeana Cluj (Div B)                                                     | 1960–67 Depoul de Locomotive a luat locul Clujeana Cluj (Div B)                                                     | 1960–67 Depoul de Locomotive a luat locul Clujeana Cluj (Div B)                                                     | 1960–67 Depoul de Locomotive a luat locul Clujeana Cluj (Div B)                                                     | 1960–67 Depoul de Locomotive a luat locul Clujeana Cluj (Div B)                                                     | 1960–67 Depoul de Locomotive a luat locul Clujeana Cluj (Div B)                                                     | 1960–67 Depoul de Locomotive a luat locul Clujeana Cluj (Div B)                                                     | CFR Cluj                                                    |
| 1967–68                                                         | Div B (2) | B2 | 5 | 26 | 11 | 3 | 12 | 46 | 37 | 25 | 5R | | | | | Romulus Petrescu | 13 | | CFR Cluj                                                    |
| 1968–69                                                         | Div B (2) | B2 | 1 | 30 | 16 | 8 | 6 | 57 | 31 | 40 | 5R | | | | | Giannis Matzourakis                                                                                                 | 15 | | CFR Cluj                                                    |
| 1969–70                                                         | Div A (1) | Div A (1) | 14 | 30 | 10 | 7 | 13 | 29 | 45 | 27 | R32 | | | | | Arpad Soos | 8 | | CFR Cluj                                                    |
| 1970–71                                                         | Div A (1) | Div A (1) | 14 | 30 | 9 | 8 | 13 | 37 | 52 | 26 | R32 | | | | | Octavian Ionescu | 9 | | CFR Cluj                                                    |
| 1971–72                                                         | Div A (1) | Div A (1) | 13 | 30 | 9 | 7 | 14 | 27 | 37 | 25 | QF | | | | | | | | CFR Cluj                                                    |
| 1972–73                                                         | Div A (1) | Div A (1) | 5 | 30 | 11 | 11 | 8 | 33 | 33 | 33 | R16 | | | | | Mihai Adam | 11 | | CFR Cluj                                                    |
| 1973–74                                                         | Div A (1) | Div A (1) | 14 | 34 | 11 | 9 | 14 | 40 | 53 | 31 | R32 | | | | | Mihai Adam | 23 | | CFR Cluj                                                    |
| 1974–75                                                         | Div A (1) | Div A (1) | 15 | 34 | 11 | 10 | 13 | 26 | 34 | 32 | R16 | | | | | | | | CFR Cluj                                                    |
| 1975–76                                                         | Div A (1) | Div A (1) | 17 | 34 | 9 | 10 | 15 | 30 | 39 | 28 | R32 | | | | | Mihai Adam | 9 | | CFR Cluj                                                    |
| 1976–77                                                         | Div B (2) | B3 | 9 | 34 | 14 | 6 | 14 | 38 | 40 | 34 | p | | | | | | | | CFR Cluj                                                    |
| 1977–78                                                         | Div B (2) | B3 | 2 | 34 | 21 | 8 | 5 | 80 | 21 | 50 | p | | | | | | | | CFR Cluj                                                    |
| 1978–79                                                         | Div B (2) | B3 | 4 | 34 | 16 | 4 | 14 | 48 | 42 | 36 | p | | | | | | | | CFR Cluj                                                    |
| 1979–80                                                         | Div B (2) | B3 | 10 | 34 | 14 | 4 | 16 | 47 | 54 | 32 | p | | | | | | | | CFR Cluj                                                    |
| 1980–81                                                         | Div B (2) | B3 | 8 | 34 | 15 | 4 | 15 | 61 | 48 | 34 | p | | | | | | | | CFR Cluj                                                    |
| 1981–82                                                         | Div B (2) | B3 | 17 | 34 | 10 | 6 | 18 | 37 | 58 | 26 | p | | | | | | | Fuzionat cu CS Armata Cluj                                                                                          | CFR Cluj                                                    |
| 1982–83                                                         | Div C (3) | C10 | 1 | 30 | 20 | 3 | 7 | 64 | 31 | 43 | p | | | | | | | | Steaua CFR Cluj                                             |
| 1983–84                                                         | Div B (2) | B3 | 16 | 34 | 13 | 2 | 19 | 44 | 52 | 28 | p | | | | | | | | Steaua CFR Cluj                                             |
| 1984–85                                                         | Div C (3) | C11 | 5 | 30 | 14 | 2 | 14 | 37 | 26 | 30 | R32 | | | | | | | | Steaua CFR Cluj                                             |
| 1985–86                                                         | Div C (3) | C9 | 1 | 30 | 20 | 2 | 8 | 87 | 27 | 42 | p | | | | | | | | Steaua CFR Cluj                                             |
| 1986–87                                                         | Div B (2) | B3 | 17 | 34 | 7 | 8 | 19 | 35 | 56 | 22 | p | | | | | | | | Steaua CFR Cluj                                             |
| 1987–88                                                         | Div C (3) | C9 | 2 | 30 | 20 | 3 | 7 | 73 | 29 | 43 | p | | | | | | | | Steaua CFR Cluj                                             |
| 1988–89                                                         | Div C (3) | C11 | 1 | 30 | 18 | 5 | 7 | 66 | 24 | 41 | p | | | | | | | | Steaua CFR Cluj                                             |
| 1989–90                                                         | Div B (2) | B3 | 18 | 34 | 5 | 10 | 19 | 26 | 66 | 20 | R16 | | | | | | | | Steaua CFR Cluj                                             |
| 1990–91                                                         | Div C (3) | C11 | 1 | 30 | 20 | 6 | 4 | 77 | 27 | 46 | p | | | | | Ilie Lazăr | 25 | | CFR Cluj                                                    |
| 1991–92                                                         | Div B (2) | B3 | 7 | 34 | 15 | 5 | 14 | 65 | 52 | 35 | p | | | | | Ilie Lazăr | 30 | | CFR Cluj                                                    |
| 1992–93                                                         | Div A (2) | S2 | 15 | 34 | 13 | 3 | 18 | 56 | 68 | 29 | p | | | | | | | | CFR Cluj                                                    |
| 1993–94                                                         | Div A (2) | S2 | 12 | 34 | 12 | 6 | 16 | 53 | 57 | 30 | 5R | | | | | Cristian Coroian Dănuț Matei                                                                                        | 9 | | CFR Cluj                                                    |
| 1994–95                                                         | Div A (2) | S2 | 16 | 34 | 10 | 7 | 17 | 49 | 67 | 37 | p | | | | | Cristian Coroian | 9 | | CFR Cluj                                                    |
| 1995–96                                                         | Div B (3) | S4 | 1 | 34 | 26 | 3 | 5 | 96 | 20 | 81 | p | | | | | Cristian Coroian | 31 | | CFR Cluj                                                    |
| 1996–97                                                         | Div A (2) | S2 | 9 | 34 | 14 | 5 | 15 | 43 | 45 | 47 | 5R | | | | | Sorin Oncică | 7 | | CFR Cluj                                                    |
| 1997–98                                                         | Div B (2) | B2 | 16 | 34 | 11 | 5 | 18 | 41 | 57 | 38 | p | | | | | | | | CFR Cluj                                                    |
| 1998–99                                                         | Div C (3) | C4 | 5 | 36 | 16 | 8 | 12 | 61 | 55 | 56 | p | | | | | | | | CFR Cluj                                                    |
| 1999–00                                                         | Div C (3) | C6 | 10 | 30 | 11 | 6 | 13 | 53 | 49 | 39 | p | | | | | | | | CFR Cluj                                                    |
| 2000–01                                                         | Div C (3) | C7 | 10 | 26 | 10 | 5 | 11 | 37 | 35 | 35 | p | | | | | | | | CFR Cluj                                                    |
| 2001–02                                                         | Div C (3) | C8 | 1 | 26 | 21 | 2 | 3 | 60 | 10 | 65 | R32 | | | | | | | | CFR Cluj                                                    |
| 2002–03                                                         | Div B (2) | B2 | 6 | 28 | 12 | 10 | 6 | 52 | 26 | 46 | QF | | | | | Cosmin Tilincă | 9 | | CFR-Ecomax Cluj                                             |
| 2003–04                                                         | Div B (2) | B3 | 1 | 30 | 21 | 6 | 3 | 75 | 19 | 69 | 6R | | | | | Adrian Anca | 24 | | CFR-Ecomax Cluj                                             |
| 2004–05                                                         | Div A (1) | Div A (1) | 11 | 30 | 9 | 9 | 12 | 33 | 44 | 36 | R16 | | | | | Adrian Anca | 11 | | CFR-Ecomax Cluj                                             |
| 2005–06                                                         | Div A (1) | Div A (1) | 5 | 30 | 14 | 8 | 8 | 36 | 27 | 50 | R32 | IT | F | | | Adrian Anca | 6 | | CFR-Ecomax Cluj                                             |
| 2006–07                                                         | L1 (1) | L1 (1) | 3 | 34 | 21 | 6 | 7 | 59 | 32 | 69 | R16 | | | | | Cristian Coroian | 11 | | CFR 1907 Cluj                                               |
| 2007–08                                                         | L1 (1) | L1 (1) | 1 | 34 | 23 | 7 | 4 | 52 | 22 | 76 | W | UEFA | 2QR | | | Eugen Trică | 14 | | CFR 1907 Cluj                                               |
| 2008–09                                                         | L1 (1) | L1 (1) | 4 | 34 | 16 | 11 | 7 | 44 | 26 | 59 | W | UCL | GS | Supercup | W | Yssouf Koné | 10 | | CFR 1907 Cluj                                               |
| 2009–10                                                         | L1 (1) | L1 (1) | 1 | 34 | 20 | 9 | 5 | 43 | 21 | 69 | W | UEL | GS | Supercup | W | Cristian Bud | 7 | | CFR 1907 Cluj                                               |
| 2010–11                                                         | L1 (1) | L1 (1) | 10 | 34 | 11 | 12 | 11 | 50 | 45 | 45 | QF | UCL | GS | | | Lacina Traoré | 7 | | CFR 1907 Cluj                                               |
| 2011–12                                                         | L1 (1) | L1 (1) | 1 | 34 | 21 | 8 | 5 | 63 | 31 | 71 | R32 | | | Supercup | F | Pantelis Kapetanos                                                                                                  | 12 | | CFR 1907 Cluj                                               |
| 2012–13                                                         | L1 (1) | L1 (1) | 9 | 34 | 12 | 13 | 9 | 56 | 39 | 49 | F | UCL | GS | | | Rui Pedro | 7 | | CFR 1907 Cluj                                               |
| 2012–13                                                         | L1 (1) | L1 (1) | 9 | 34 | 12 | 13 | 9 | 56 | 39 | 49 | F | UEL | R32 | | | Rui Pedro | 7 | | CFR 1907 Cluj                                               |
| 2013–14                                                         | L1 (1) | L1 (1) | 5 | 34 | 13 | 12 | 9 | 44 | 33 | 51 | R32 | | | | | Ciprian Deac Derick Ogbu                                                                                            | 6 | | CFR 1907 Cluj                                               |
| 2014–15                                                         | L1 (1) | L1 (1) | 3 | 34 | 16 | 9 | 9 | 49 | 29 | 57 | SF | UEL | 3QR | League Cup | R16 | Grégory Tadé | 18 | | CFR 1907 Cluj                                               |
| 2015–16                                                         | L1 (1) | L1 (1) | 10 | 26 | 9 | 10 | 7 | 31 | 25 | 27 | W | | | League Cup | QF | Cristian López | 13 | | CFR 1907 Cluj                                               |
| 2015–16                                                         | L1 (1) | L1 (1) | 10 | 14 | 6 | 4 | 4 | 25 | 13 | 36 | W | Supercup | F | | | Cristian López | 13 | | CFR 1907 Cluj                                               |
| 2016–17                                                         | L1 (1) | L1 (1) | 4 | 26 | 14 | 7 | 5 | 42 | 23 | 43 | QF | | | League Cup | QF | Cristian Bud | 11 | | CFR 1907 Cluj                                               |
| 2016–17                                                         | L1 (1) | L1 (1) | 4 | 10 | 3 | 2 | 5 | 8 | 14 | 33 | QF | | | League Cup | QF | Cristian Bud | 11 | | CFR 1907 Cluj                                               |
| 2017–18                                                         | L1 (1) | L1 (1) | 1 | 26 | 18 | 5 | 3 | 42 | 13 | 59 | R32 | | | Supercup | W | Emmanuel Culio | 8 | | CFR 1907 Cluj                                               |
| 2017–18                                                         | L1 (1) | L1 (1) | 1 | 10 | 5 | 5 | 0 | 12 | 6 | 50 | R32 | | | Supercup | W | Emmanuel Culio | 8 | | CFR 1907 Cluj                                               |
| 2018–19                                                         | L1 (1) | L1 (1) | 1 | 26 | 15 | 9 | 2 | 39 | 16 | 54 | SF | UCL | 2QR | Supercup | F | George Țucudean | 18 | | CFR 1907 Cluj                                               |
| 2018–19                                                         | L1 (1) | L1 (1) | 1 | 10 | 7 | 2 | 1 | 15 | 4 | 50 | SF | UEL | PO | Supercup | F | George Țucudean | 18 | | CFR 1907 Cluj                                               |
| 2019–20                                                         | L1 (1) | L1 (1) | 1 | 26 | 15 | 7 | 4 | 51 | 16 | 52 | R32 | UCL | PO | Supercup | W | Ciprian Deac | 14 | | CFR 1907 Cluj                                               |
| 2019–20                                                         | L1 (1) | L1 (1) | 1 | 10 | 7 | 2 | 1 | 17 | 7 | 49 | R32 | UEL | R32 | Supercup | W | Ciprian Deac | 14 | | CFR 1907 Cluj                                               |
| 2020–21                                                         | L1 (1) | L1 (1) | 1 | 30 | 19 | 7 | 4 | 51 | 16 | 64 | R32 | UCL | 2QR | Supercup | F | Ciprian Deac | 13 | | CFR 1907 Cluj                                               |
| 2020–21                                                         | L1 (1) | L1 (1) | 1 | 10 | 7 | 1 | 2 | 15 | 5 | 54 | R32 | UEL | GS | Supercup | F | Ciprian Deac | 13 | | CFR 1907 Cluj                                               |
| 2021–22                                                         | L1 (1) | L1 (1) | 1 | 30 | 24 | 4 | 2 | 48 | 16 | 76 | R32 | UCL | 3QR | Supercup | F | Gabriel Debeljuh | 14 | | CFR 1907 Cluj                                               |
| 2021–22                                                         | L1 (1) | L1 (1) | 1 | 30 | 24 | 4 | 2 | 48 | 16 | 76 | R32 | UEL | PO | Supercup | F | Gabriel Debeljuh | 14 | | CFR 1907 Cluj                                               |
| 2021–22                                                         | L1 (1) | L1 (1) | 1 | 10 | 6 | 1 | 3 | 18 | 9 | 57 | R32 | UECL | GS | Supercup | F | Gabriel Debeljuh | 14 | | CFR 1907 Cluj                                               |
| 2022–23                                                         | L1 (1) | L1 (1) | 3 | 30 | 20 | 3 | 7 | 54 | 28 | 63 | SF | UCL | 1QR | | | Rangelo Janga | 10 | | CFR 1907 Cluj                                               |
| 2022–23                                                         | L1 (1) | L1 (1) | 3 | 10 | 2 | 4 | 4 | 11 | 14 | 42 | SF | UECL | KPO | | | Rangelo Janga | 10 | | CFR 1907 Cluj                                               |
| 2023–24                                                         | L1 (1) | L1 (1) | 4 | 20 | 9 | 6 | 5 | 33 | 21 | 33 | QF | UECL | 2QR | | | Philip Otele | 6 | | CFR 1907 Cluj                                               |
| 2023–24                                                         | L1 (1) | L1 (1) | 4 | | | | | | | | QF | UECL | 2QR | | | Philip Otele | 6 | | CFR 1907 Cluj                                               |

## CFR Cluj în competițiile europene
Coeficientul UEFA este utilizat la tragerea la sorți a competițiilor continentale organizate de Uniunea Asociațiilor Europene de Fotbal (UEFA). Pe baza performanței cluburilor la nivel european timp de cinci sezoane, acest coeficient este calculat folosind un sistem de puncte și este stabilit un clasament. Coeficientul UEFA al clubului, actualizat la sfârșitul sezonului 2023–2024, este 26,500 reprezentând poziția numărul 69, după cum se poate observa din tabelul alăturat de asemenea.
| Coeficientul UEFA actual al clubului \| Rang \| Club \| Coeficient \| \| ---- \| -------------------- \| ---------- \| \| 66 \| Bodø/Glimt \| 28,000 \| \| 67 \| Union Saint-Gilloise \| 27,000 \| \| 68 \| Dinamo Kiev \| 26,500 \| \| 69 \| CFR Cluj \| 26,500 \| \| 70 \| Ludogoreț Razgrad \| 26,000 \| \| 71 \| Midtjylland \| 25,500 \| \| 72 \| Partizan \| 25,500 \| | Următorul grafic arată poziția CFR-ului în clasamentul UEFA al cluburilor de-a lungul istoriei |            |
| Rang | Club                                                                                           | Coeficient |
| 66 | Bodø/Glimt                                                                                     | 28,000     |
| 67 | Union Saint-Gilloise                                                                           | 27,000     |
| 68 | Dinamo Kiev                                                                                    | 26,500     |
| 69 | CFR Cluj                                                                                       | 26,500     |
| 70 | Ludogoreț Razgrad                                                                              | 26,000     |
| 71 | Midtjylland                                                                                    | 25,500     |
| 72 | Partizan                                                                                       | 25,500     |

### Cronologia performanțelor clubului în cupele europene
| Cupa UEFA Intertoto 2005         |            |                          |
| Turul 1                          |            |                          |
| CFR Ecomax Cluj                  | 3-2        | FK Vėtra                 |
| FK Vėtra                         | 1-4        | CFR Ecomax Cluj          |
| Optimi de Finală                 |            |                          |
| CFR Ecomax Cluj                  | 1-0        | Athletic Club            |
| Athletic Club                    | 1-0        | CFR Ecomax Cluj          |
| Sfeturi de Finală                |            |                          |
| CFR Ecomax Cluj                  | 1-1        | AS Saint-Étienne         |
| AS Saint-Étienne                 | 2-2        | CFR Ecomax Cluj          |
| Semifinale                       |            |                          |
| FK Žalgiris Vilnius              | 1-2        | CFR Ecomax Cluj          |
| CFR Ecomax Cluj                  | 5-1        | FK Žalgiris Vilnius      |
| Finală                           |            |                          |
| CFR Ecomax Cluj                  | 1-1        | RC Lens                  |
| RC Lens                          | 3-1        | CFR Ecomax Cluj          |
| Cupa UEFA 2007/08                |            |                          |
| Turul 2 preliminar               |            |                          |
| CFR Cluj                         | 1-3        | Anorthosis Famagusta FC  |
| Anorthosis Famagusta FC          | 0-0        | CFR Cluj                 |
| Liga Campionilor 2008/09         |            |                          |
| Faza grupelor                    |            |                          |
| AS Roma                          | 1-2        | CFR Cluj                 |
| CFR Cluj                         | 0-0        | Chelsea FC               |
| FC Girondins de Bordeaux         | 1-0        | CFR Cluj                 |
| CFR Cluj                         | 1-2        | FC Girondins de Bordeaux |
| CFR Cluj                         | 1-3        | AS Roma                  |
| Chelsea FC                       | 2-1        | CFR Cluj                 |
| Europa League 2009/10            |            |                          |
| Play-off                         |            |                          |
| FK Sarajevo                      | 1-1        | CFR Cluj                 |
| CFR Cluj                         | 2-1        | FK Sarajevo              |
| Faza grupelor                    |            |                          |
| CFR Cluj                         | 2-0        | FC København             |
| PSV Eindhoven                    | 1-0        | CFR Cluj                 |
| AC Sparta Praha                  | 2-0        | CFR Cluj                 |
| CFR Cluj                         | 2-3        | AC Sparta Praha          |
| FC København                     | 2-0        | CFR Cluj                 |
| CFR Cluj                         | 0-2        | PSV Eindhoven            |
| Liga Campionilor 2010/11         |            |                          |
| Faza grupelor                    |            |                          |
| CFR Cluj                         | 2-1        | FC Basel 1893            |
| AS Roma                          | 2-1        | CFR Cluj                 |
| FC Bayern München                | 3-2        | CFR Cluj                 |
| CFR Cluj                         | 0-4        | FC Bayern München        |
| FC Basel 1893                    | 1-0        | CFR Cluj                 |
| CFR Cluj                         | 1-1        | AS Roma                  |
| Liga Campionilor 2012/13         |            |                          |
| Turul 3 preliminar               |            |                          |
| CFR Cluj                         | 1-0        | FC Slovan Liberec        |
| FC Slovan Liberec                | 1-2        | CFR Cluj                 |
| Play-off                         |            |                          |
| FC Basel 1893                    | 1-2        | CFR Cluj                 |
| CFR Cluj                         | 1-0        | FC Basel 1893            |
| Faza grupelor                    |            |                          |
| SC Braga                         | 0-2        | CFR Cluj                 |
| CFR Cluj                         | 1-2        | Manchester United FC     |
| Galatasaray AȘ                   | 1-1        | CFR Cluj                 |
| CFR Cluj                         | 1-3        | Galatasaray AȘ           |
| CFR Cluj                         | 3-1        | SC Braga                 |
| Manchester United FC             | 0-1        | CFR Cluj                 |
| Europa League 2012/13            |            |                          |
| Șaisprezecimi                    |            |                          |
| FC Internazionale Milano         | 2-0        | CFR Cluj                 |
| CFR Cluj                         | 0-3        | FC Internazionale Milano |
| Europa League 2014/15            |            |                          |
| Turul 2 preliminar               |            |                          |
| CFR Cluj                         | 0-0        | FK Jagodina              |
| FK Jagodina                      | 0-1        | CFR Cluj                 |
| Turul 3 preliminar               |            |                          |
| FC Dinamo Minsk                  | 1-0        | \| CFR Cluj              |
| CFR Cluj                         | 0-2        | FC Dinamo Minsk          |
| Liga Campionilor 2018/19         |            |                          |
| Turul 2 preliminar               |            |                          |
| CFR Cluj                         | 0-1        | Malmö                    |
| Malmö                            | 1-1        | CFR Cluj                 |
| Europa League 2018/19            |            |                          |
| Turul 3 preliminar               |            |                          |
| Alashkert                        | 0-2        | CFR Cluj                 |
| CFR Cluj                         | 5-0        | Alashkert                |
| Play-off                         |            |                          |
| F91 Dudelange                    | 2-0        | CFR Cluj                 |
| CFR Cluj                         | 2-3        | F91 Dudelange            |
| Liga Campionilor 2019/20         |            |                          |
| Turul 1 preliminar               |            |                          |
| Astana                           | 1-0        | CFR Cluj                 |
| CFR Cluj                         | 3-1        | Astana                   |
| Turul 2 preliminar               |            |                          |
| CFR Cluj                         | 1-0        | Maccabi Tel Aviv         |
| Maccabi Tel Aviv                 | 2-2        | CFR Cluj                 |
| Turul 3 preliminar               |            |                          |
| CFR Cluj                         | 1-1        | Celtic                   |
| Celtic                           | 3-4        | CFR Cluj                 |
| Play-off                         |            |                          |
| CFR Cluj                         | 0-1        | Slavia Praga             |
| Slavia Praga                     | 1-0        | CFR Cluj                 |
| UEFA Europa League 2019/20       |            |                          |
| Faza grupelor                    |            |                          |
| CFR Cluj                         | 2-1        | S.S. Lazio               |
| Celtic                           | 2-0        | CFR Cluj                 |
| Stade Rennais                    | 0-1        | CFR Cluj                 |
| CFR Cluj                         | 1-0        | Stade Rennais            |
| S.S. Lazio                       | 1-0        | CFR Cluj                 |
| CFR Cluj                         | 2-0        | Celtic                   |
| Șaisprezecimi                    |            |                          |
| CFR Cluj                         | 1-1        | Sevilla FC               |
| Sevilla FC                       | 0-0        | CFR Cluj                 |
| Liga Campionilor 2020/21         |            |                          |
| Turul 1 preliminar               |            |                          |
| Floriana FC                      | 0-2        | CFR Cluj                 |
| Turul 2 preliminar               |            |                          |
| CFR Cluj                         | 2-2*       | Dinamo Zagreb            |
| Europa League 2020/21            |            |                          |
| Turul 3 preliminar               |            |                          |
| Djurgårdens IF                   | 0-1        | CFR Cluj                 |
| Play-off                         |            |                          |
| CFR Cluj                         | 3-1        | KuPS Kuopio              |
| Faza grupelor                    |            |                          |
| ȚSKA Sofia                       | 0-2        | CFR Cluj                 |
| CFR Cluj                         | 1-1        | Young Boys               |
| AS Roma                          | 5-0        | CFR Cluj                 |
| CFR Cluj                         | 0-2        | AS Roma                  |
| CFR Cluj                         | 0-0        | ȚSKA Sofia               |
| Young Boys                       | 2-1        | CFR Cluj                 |
| Liga Campionilor 2021/22         |            |                          |
| Turul 1 preliminar               |            |                          |
| CFR Cluj                         | 3-1        | Borac Banja Luka         |
| Borac Banja Luka                 | 2-1        | CFR Cluj                 |
| Turul 2 preliminar               |            |                          |
| Lincoln Red Imps                 | 1-2        | CFR Cluj                 |
| CFR Cluj                         | 2-0        | Lincoln Red Imps         |
| Turul 3 preliminar               |            |                          |
| CFR Cluj                         | 1-1        | Young Boys               |
| Young Boys                       | 3-1        | CFR Cluj                 |
| Europa League 2021/22            |            |                          |
| Play-off                         |            |                          |
| Steaua Roșie Belgrad             | 4-0        | CFR Cluj                 |
| CFR Cluj                         | 1-2        | Steaua Roșie Belgrad     |
| Europa Conference League 2021/22 |            |                          |
| Faza grupelor                    |            |                          |
| Jablonec                         | 1-0        | CFR Cluj                 |
| CFR Cluj                         | 1-1        | Randers                  |
| CFR Cluj                         | 0-1        | AZ Alkmaar               |
| AZ Alkmaar                       | 2-0        | CFR Cluj                 |
| Randers                          | 2-1        | CFR Cluj                 |
| CFR Cluj                         | 2-0        | Jablonec                 |
| Liga Campionilor 2022/23         |            |                          |
| Turul 1 preliminar               |            |                          |
| Pyunik                           | 0-0        | CFR Cluj                 |
| CFR Cluj                         | 2-2*       | Pyunik                   |
| Europa Conference League 2022/23 |            |                          |
| Turul 2 preliminar               |            |                          |
| CFR Cluj                         | 3-0        | Inter Club d'Escaldes    |
| Inter Club d'Escaldes            | 1-1        | CFR Cluj                 |
| Turul 3 preliminar               |            |                          |
| Șahtior Soligorsk                | 0-0        | CFR Cluj                 |
| CFR Cluj                         | 1-0        | Șahtior Soligorsk        |
| Play-off                         |            |                          |
| Maribor                          | 0-0        | CFR Cluj                 |
| CFR Cluj                         | 1-0        | Maribor                  |
| Faza grupelor                    |            |                          |
| Ballkani                         | 1-1        | CFR Cluj                 |
| CFR Cluj                         | 0-1        | Sivasspor                |
| Slavia Praga                     | 0-1        | CFR Cluj                 |
| CFR Cluj                         | 2-0        | Slavia Praga             |
| Sivasspor                        | 3-0        | CFR Cluj                 |
| CFR Cluj                         | 1-0        | Ballkani                 |
| Play-off eliminatoriu            |            |                          |
| S.S. Lazio                       | 1-0        | CFR Cluj                 |
| CFR Cluj                         | 0-0        | S.S. Lazio               |
| Europa Conference League 2023/24 |            |                          |
| Turul 2 preliminar               |            |                          |
| CFR Cluj                         | 1-1        | Adana Demirspor          |
| Adana Demirspor                  | 2-1        | CFR Cluj                 |
| Europa Conference League 2024/25 |            |                          |
| Turul 2 preliminar               |            |                          |
| CFR Cluj                         | 0-0        | FK Nioman Grodno         |
| FK Nioman Grodno                 | 0-5        | CFR Cluj                 |
| Turul 3 preliminar               |            |                          |
| Maccabi Petah Tikva              | 0-1        | CFR Cluj                 |
| CFR Cluj                         | 1-0        | Maccabi Petah Tikva      |
| Play-off                         |            |                          |
| CFR Cluj                         | 1-0        | Pafos                    |
| Pafos                            | 3-0        | CFR Cluj                 |
| Europa League 2025/26            |            |                          |
| Turul 1 preliminar               |            |                          |
| Paksi FC                         | 0-0        | CFR Cluj                 |
| CFR Cluj                         | 3-0        | Paksi FC                 |
| Turul 2 preliminar               |            |                          |
| FC Lugano                        | 0-0        | CFR Cluj                 |
| CFR Cluj                         | 1-0 (d.p.) | FC Lugano                |
| Turul 3 preliminar               |            |                          |
| CFR Cluj                         | 1-2        | SC Braga                 |
| SC Braga                         | 2-0        | CFR Cluj                 |
| Conference League 2025/26        |            |                          |
| Play-off                         |            |                          |
| BK Häcken                        | 21 aug.    | CFR Cluj                 |
| CFR Cluj                         | 28 aug.    | BK Häcken                |

### Bilanț general
| Competiție              | Ap | M   | V  | E  | Î  | GM  | GP  | DG  |
| ----------------------- | -- | --- | -- | -- | -- | --- | --- | --- |
| Liga Campionilor UEFA   | 9  | 42  | 16 | 10 | 16 | 54  | 54  | 0   |
| Cupa UEFA/Europa League | 8  | 39  | 13 | 7  | 19 | 37  | 50  | -16 |
| UEFA Conference League  | 3  | 20  | 7  | 6  | 7  | 17  | 16  | +1  |
| Cupa UEFA Intertoto     | 1  | 10  | 5  | 3  | 2  | 20  | 13  | +7  |
| Total                   | 21 | 110 | 40 | 26 | 44 | 125 | 133 | -8  |

## Recorduri și statistici
- Cea mai mare victorie: CFR Cluj – Minaur Zlatna 10–0 (4 octombrie 2003)
- Cea mai mare înfrângere: CFR București – CFR Cluj 12–2 (20 aprilie 1949)
- Jucătorul cu cele mai multe prezențe - toate competițiile:  Mário Camora (426)[70]
- Jucătorul cu cele mai multe goluri în Superliga României:  Mihai Adam (47)
- Cea mai mare victorie pe teren propriu în Europa: CFR Cluj 5–0  Alașkert (16 august 2018, turul III preliminar UEFA Europa League retur)
- Cea mai mare victorie în deplasare în Europa:  Neman Grodno 0–5 CFR Cluj (1 august 2024, turul II preliminar UEFA Conference League retur)
- Cea mai mare înfrângere pe teren propriu în Europa: CFR Cluj 0–4  Bayern München (19 octombrie 2010, Faza grupelor Ligii Campionilor)
- Cea mai mare înfrângere în deplasare în Europa:  AS Roma 5–0 CFR Cluj (5 noiembrie 2020, Faza grupelor UEFA Europa League)

### Alte recorduri și premiere
- Primul club din provincie care câștigă Supercupa României în 2009.
- Din sezonul 2012-2013, CFR Cluj deține recordul pentru cele mai multe puncte obținute de o echipă din România în faza grupelor Ligii Campionilor, acumulând 10 puncte, cu 3 victorii, o remiză și 2 înfrângeri.[71]
- CFR Cluj deține, de asemenea, recordul pentru cele mai multe puncte obținute de o echipă din România în faza grupelor UEFA Europa League, cu 12 puncte, după ce a înregistrat 4 victorii și 2 înfrângeri în sezonul 2019–2020.[72]
- Primul club românesc care s-a calificat în grupele UEFA Conference League (sezonul 2020-2021).
- Cele mai multe puncte obținute de o echipă din România în faza grupelor UEFA Conference League (sezonul 2022-2023), 10 puncte, cu 3 victorii, un egal și 2 înfrângeri.[73]

## Stadion

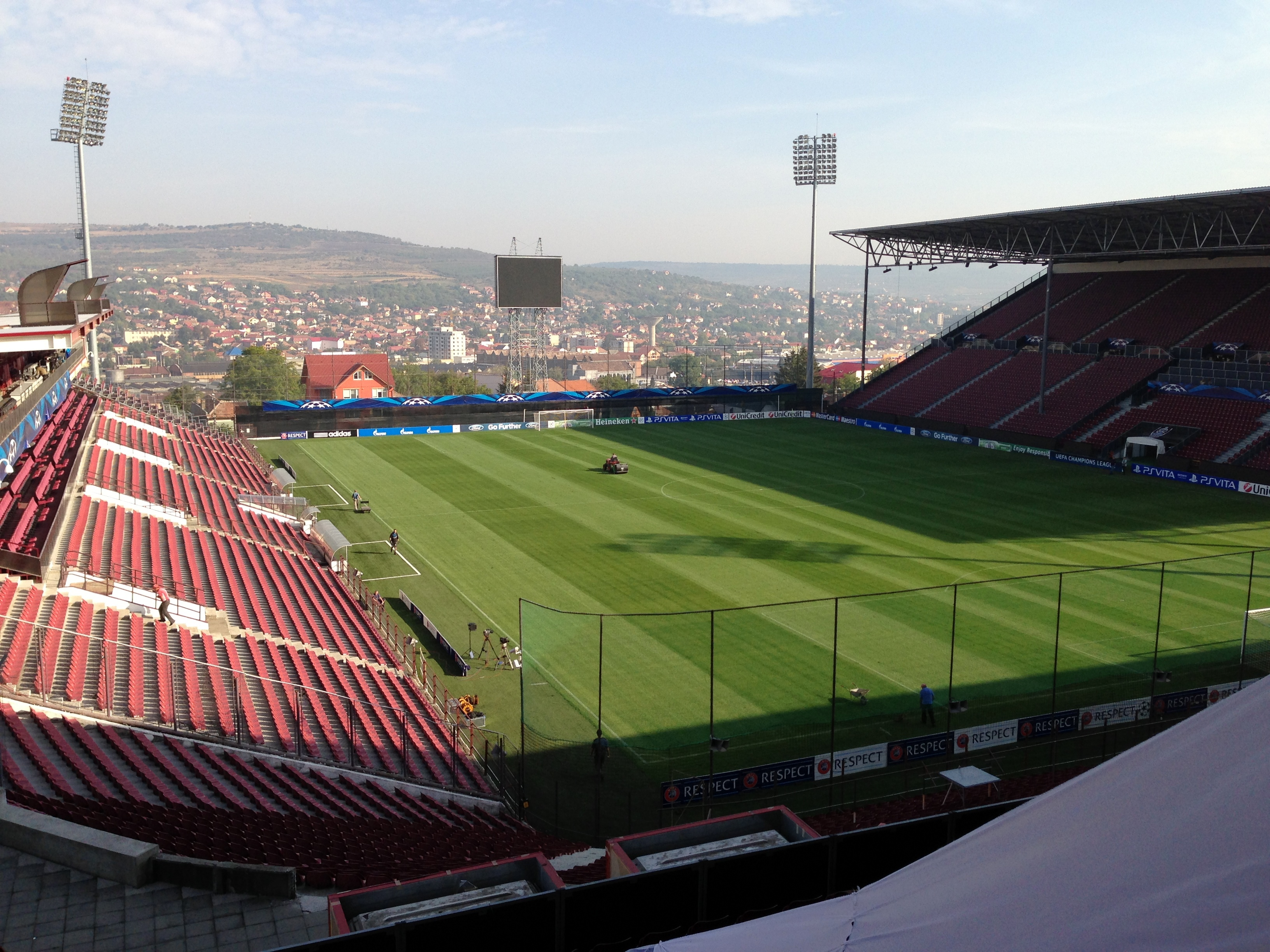
Stadionul Dr. Constantin Rădulescu

CFR Cluj își joacă meciurile pe teren propriu pe stadionul Dr. Constantin Rădulescu din anul 1973, care a fost extins în 2008 până la capacitatea maximă de 23.500. Acesta respectă toate reglementările UEFA și poate găzdui meciuri în Liga Campionilor UEFA. În 2006-2007, cu o investiție de 30 de milioane de euro, clubul a modernizat terenul cu gazon de calitate superioară, a construit un sistem de iluminat de ultimă generație și și-a actualizat infrastructura. Toată munca a fost finalizată pentru a 100-a aniversare a clubului, când s-a jucat un meci amical împotriva echipei portugheze Benfica.
La sfârșitul anului 2014, peluza 2 a fost închisă permanent din cauza motivelor de siguranță, astfel încât numărul efectiv de locuri a scăzut la 17.408.

## Suporteri

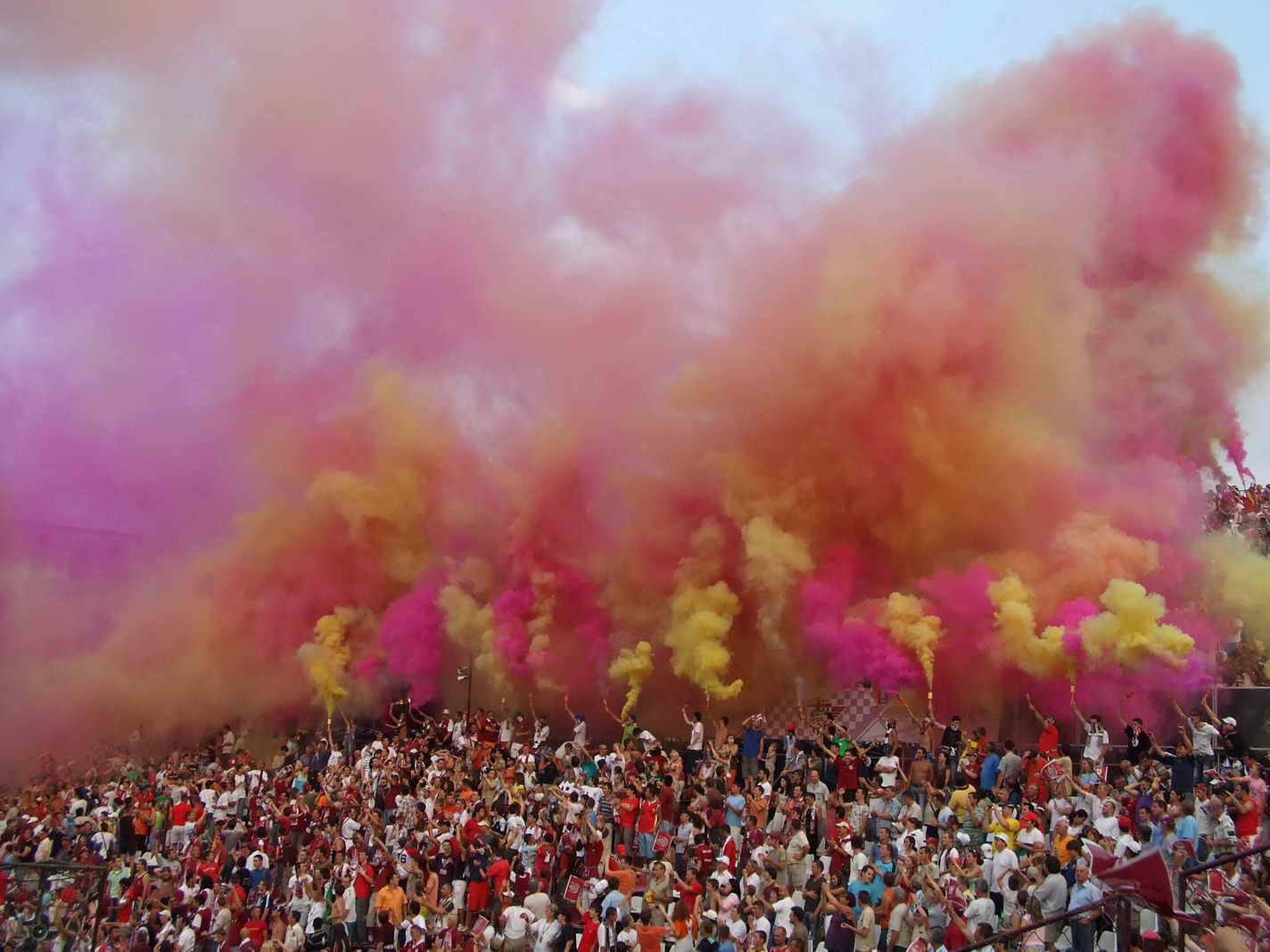
Fanii CFR la un meci de acasă în 2010

Printre poreclele date atât suporterilor cât și jucătorii echipei CFR Cluj sunt "Vișinii", "Feroviarii", "Frânarii", "Clujenii" și "Alb-Vișinii". Suporterii CFR Cluj sunt menționați încă din anii 1910, perioadă în care clubul a avut numeroși simpatizanți atât între populația maghiară și română din Cluj-Napoca, cât și între lucrătorii feroviari, echipa fiind reprezentanta orașului Cluj-Napoca în fotbalul din Regatul Ungariei în perioada în care Transilvania a fost parte a Imperiului Austro-Ungar.
La începutul anilor '2000, fenomenul ultras a început să pătrundă și în peluza CFR-ului. În 2002, an în care echipa promova în B, se înființează „Commando Gruia“, grupare formată din suporteri insensibili la performanțele slabe ale echipei, dar pe masura parcursului CFR în sezonul 2002-2003, aceasta evoluează într-o adevărată grupare. În 2004, în urma revenirii în Divizia A dupa o pauză de 28 de ani, numărul de membrii a crescut semnificativ, perioadă în care gruparea s-a divizat, apărând sub-grupari de genul „Camorra“, „Mad Boys",  "Ultras Commando Gruia“ și „KVSC“, ultima grupare fiind dominată de suporteri de naționalitate maghiară. Odată cu performanțele echipei, cele mai importante grupări ce au apărut au fost "Fidelis" ,"Ablaze" , "Gruppo Gara" , "Patriots", "Romaniacs" si "Depo Clan". O alta grupare importantă, a fost Sector 24, care a cuprins toși membri brigăzilor mai sus mentionate. În 2015 i. Foarte recent a mai apărut o grupare de ultrași în tribunele CFR-ului pe nume "Frânarii " ei sunt ex membrii Juvenes și Nostra Familia, ultima brigadă fiind capturată de către dinamoviști după un meci disputat între cele două echipe.
Dupa performantele din anii 2010 , Peluza Visinie s-a reiventat, obtinand mai multi ultrasi tineri, formandu-se grupurile : The Mob '22, Tinerii Frânari '22, Legione Gruia '23. Aceste gruputi formeaza in prezent peluza cfr-ista devenind una dintre cele mai puternice peluze din Cluj, In 2024, acestia s-au alaturat miscarii Liber sa fiu 'Ultra facand un lant comun cu celelate peluze din Romania

### Rivalități
Suporterii CFR au o au o rivalitate acerbă cu suporterii echipei Universitatea Cluj, cealaltă echipă majoră din oraș. Între cele două tabere au avut loc numeroase incidente soldate de cele mai multe ori cu răniți. După înscrierea în campionatul românesc, galeria CFR, formată în continuare din maghiari, suporterii fostei KVSC, au intrat în conflict cu cei ai Universității, primul mare conflict între cele două echipe având loc în anul 1924, când stadionul a fost evacuat din cauza luptelor între suporteri, într-un meci în care Universitatea s-a impus cu 2-1. În urma promovării în premiera a CFR Cluj în Divizia A în 1969, s-a reaprins rivalitatea contra lui "U", CFR fiind a doua cea mai susținută echipă din Cluj, iar un episod semnificativ a fost în anul 1975, când cele două rivale au retrogradat braț la braț în Divizia B. Pe plan național, cea mai mare rivalitate este cu echipa FCSB. Alte galerii cu care au mai existat relații conflictuale sunt cele ale echipei Dinamo București, Poli Timișoara și Universitatea Craiova.

## Imnurile clubului
| De la '907 | Acolo în Gruia, sus pe deal | Luptă CFR | Cine-i faima Clujului |
| --- | --- | --- | --- |
| De la '907 Am fost primii puși pe fapte Cu echipa Clujului Mândria Ardealului Trăiesc fiecare clipă Cu cea mai bună echipă Și-am purtat de când mă știu Alb și vișiniu! Tu ai nume și renume Forța, forța CFR! Ca toți ardelenii-n lume Forța, forța CFR! Luptă, luptă și învinge Forța, forța CFR! De noi nimeni nu se-atinge Forța, forța CFR! Am luptat și vom lupta CFR echipa mea Clujul este casa noastră și-l vom apăra. Câștigăm meci după meci Si nu poți de noi să treci Cu echipa Clujului, mândria Ardealului. Tu ai nume și renume Forța, forța CFR! Ca toți ardelenii-n lume Forța, forța CFR! Luptă, luptă și învinge Forza, forza CFR! De noi nimeni nu se-atinge Forța, forța CFR! (Bis) Text și muzica: Sandi Deac (Desperado) | Acolo în Gruia, sus pe deal, Echipa mea fără egal, Echipa mea fără egal. E CFR, mândria din Ardeal. Și zi de zi, Cât voi trăi, Eu CFR-ist voi fi, Aproape de echipa inimii. Hai cântă CFR, CFR Numele tău e victorie. Ești campioana tuturor, Mândria ardelenilor. Și orice ar fi în viața mea, CFR iți dau inima. Primește-o-n dar, Și o să fiu Un foc ce arde în alb și vișiniu. Ca-n viață-i bine sau e rău, Ne temem doar de Dumnezeu, Noi CFR nu te lăsăm la greu, În lume Clujul unul e, Acolo cântă străzile, Pentru echipa forța CFR! Ie, ie CFR, CFR Numele tău e victorie. Ești campioana tuturor, Mândria ardelenilor. Și orice ar fi în viața mea, CFR iți dau inima. Primește-o-n dar, Și o să fiu Un foc ce arde în alb și vișiniu. Text: Sandi Deac (Desperado), Mihai Domșa Muzica: Sandi Deac (Desperado) | Refren: Luptă CFR și vei câștiga, Luptă CFR ești echipa mea. Luptă CFR și vei câștiga, Că tot Clujul e de partea ta. Nu sta de-o parte hai să ne unim Și CFR-ul să-l sprijinim. Nici un oraș ca și Clujul nu e, Nici echipa ca și CFR, CFR. Vino cu noi, haide nu e târziu Să ne-mbrăcăm în alb și vișiniu Și să strigăm ca s-audă și Bush CFR, echipa de la Cluj, de la Cluj. Refren: Luptă CFR și vei câștiga, Luptă CFR ești echipa mea. Luptă CFR și vei câștiga, Că tot Clujul e de partea ta. Haideți cu toți și-ntr-o bună zi CFR Cluj, campioana va fi, O să învingem, suntem bărbați Și acasă și peste Carpați. Tu ești mândria Ardealului Restul să-și pună pofta în cui Și să strigăm ca s-audă și Bush CFR, echipa de la Cluj, de la Cluj. Text și muzica: Sandi Deac (Desperado) | Refren: Cine-i faima Clujului Mândria Ardealului Cine e, cine e, E echipa CFR. (Bis) Strofa 1: Din Gruia în toată țara Li s-a dus vorba și fala, Li s-a dus vorba și fala Spaima adversarului, Trupa CFR-ului, Trupa CFR-ului, măi. Refren: Cine-i faima Clujului Mândria Ardealului Cine e, cine e, E echipa CFR. (Bis) Strofa 2: Ne susținem jucătorii În drumul către victorii, În drumul către victorii. Trup și suflet lângă ei, Să lupte ca niște lei, Să lupte ca niște lei, măi. Refren: Cine-i faima Clujului Mândria Ardealului Cine e, cine e, E echipa CFR. (Bis) Strofa 3: Își dau viața pe teren, Și de nimeni nu se tem, Și de nimeni nu se tem. Dau totul de la început, Până în ultimul minut, Până în ultimul minut, măi. Refren: Cine-i faima Clujului Mândria Ardealului Cine e, cine e, E echipa CFR. (Bis) Text și muzica: Ghiță Munteanu |

## CFR Cluj în media
CFR Cluj a fost subiectul unui lung film documentar regizat de Laviniu Lazăr în sezonul 2012–13 al UEFA Champions League, cu o atenție sporită în ceea ce privește victoria istorică a feroviarilor asupra clubului englez Manchester United de pe stadionul acestora, Old Trafford, film documentar intitulat „Teatrul Viselor”, o producție cinematografică care a fost prezentată în cadrul festivalului Film Transilvania (TIFF) din 2013 de asemenea.

## Lotul actual
La 13 august 2025.
| Nr. |                   | Poziție | Jucător               |
| --- | ----------------- | ------- | --------------------- |
|     | Republica Moldova | F       | Daniel Dumbrăvanu     |
|     | Franța            | M       | Béni Nkololo          |
|     | România           | F       | Alexandru Țîrlea⁠(d)   |
|     | Kosovo            | M       | Lindon Emërllahu⁠(d)   |
|     | România           | M       | Robert Filip⁠(d)       |
|     | România           | F       | Matei Ilie            |
|     | Brazilia          | F       | Léo Bolgado           |
|     | România           |         | David Ciubăncan⁠(d)    |
|     | Portugalia        | F       | Simão Rocha⁠(d)        |
|     | România           | P       | Rareș Gal⁠(d)          |
|     | România           |         | Andres Șfaiț⁠(d)       |
|     | România           | F       | Costel Avram⁠(d)       |
| 86  | România           |         | Viktor Kun⁠(d)         |
|     | România           | F       | Mário Camora          |
|     | Mali              | A       | Moussa Samake⁠(d)      |
|     | Kosovo            | M       | Drilon Islami⁠(d)      |
|     | Nigeria           | F       | Kenneth Omeruo⁠(d)     |
|     | România           |         | Adrian Alexandru-Păun |
|     | Mauritania        | F       | Aly Abeid⁠(d)          |
|     | Italia            | P       | Alessandro Micai⁠(d)   |

| Nr. |                   | Poziție | Jucător               |
| --- | ----------------- | ------- | --------------------- |
|     | Gambia            | F       | Sheriff Sinyan⁠(d)     |
|     | Croația           | F       | Anton Krešić⁠(d)       |
|     | Slovenia          | F       | Matija Boben⁠(d)       |
| 88  | Croația           | M       | Damjan Đoković        |
|     | Gambia            | A       | Muhammed Badamosi⁠(d)  |
|     | România           | F       | Andrei Peteleu        |
|     | Kosovo            |         | Meriton Korenica      |
|     | Liberia           | A       | Mohammed Kamara⁠(d)    |
|     | Croația           | M       | Karlo Muhar           |
| 24  | România           | M       | Andrei Cordea         |
|     | Croația           | F       | Antonio Bosec⁠(d)      |
|     | România           | M       | Ovidiu Perianu        |
|     | Franța            | M       | Tidiane Keita         |
|     | Republica Moldova | A       | Virgiliu Postolachi   |
|     | Macedonia de Nord | A       | Marko Gjorgjievski⁠(d) |
| 9   | România           | A       | Louis Munteanu        |
|     | România           | M       | Alin Fică             |
| 10  | România           | M       | Ciprian Deac          |
|     | România           | P       | Ottó Hindrich         |

### Jucători împrumutați
| Nr. |         | Poziție | Jucător                                      |
| --- | ------- | ------- | -------------------------------------------- |
|     | România |         | Dominik Șoptirean⁠(d) (la FC ASA Târgu Mureș) |

## CFR II și centrul de copii
Pentru mai multe detalii, vedeți Academia Internațională CFR 1907 Cluj.
Pe lângă echipa mare, clubul deține și o a doua echipă, CFR II Cluj, care este înscrisă în Liga a III-a 2021-2022. Echipa aparține academiei clubului.
Academia CFR este un proiect inițiat în 2013 în parteneriat cu Genova International School of Soccer.

## Oficialii clubului
| Rol                                    | Nume            |
| -------------------------------------- | --------------- |
| Proprietar                             | Ioan Varga      |
| Președinte                             | Marian Băgăcean |
| Președinte executiv                    | Cristian Balaj  |
| Director sportiv                       | Bogdan Mara     |
| Director economic                      | Simona Baciu    |
| Director de marketing                  | Tudor Pop       |
| Manager de echipă                      | Cristian Panin  |
| Secretar general                       | vacant          |
| Secretar sportiv                       | Iustin Balaj    |
| Responsabil pentru ordine și siguranță | Augustin Goga   |
| Ofițer de presă                        | Oana Sabău      |

| Rol                 | Nume                                         |         |
| ------------------- | -------------------------------------------- | ------- |
| Antrenor principal  | Dan Petrescu                                 |         |
| Antrenori secunzi   | Valeriu Bordeanu Bogdan Aldea Costin Curelea |         |
| Antrenor de portari | Mihai Stetca                                 | România |
| Fizioterapeuți      | Bogdan Boldorea Viorel Boncoi                |         |
| Medic               | Claudiu Cosmin                               |         |
| Maseur              | Bogdan Rus                                   |         |

## Foști jucători notabili
Fotbaliștii listați mai jos au avut selecții internaționale pentru țările lor respective la nivel de juniori și/sau seniori. Jucătorii al căror nume este îngroșat și-au reprezentat țările la nivel de juniori și/sau seniori în timp ce jucau pentru club. În plus, acești jucători au avut un număr semnificativ de meciuri jucate și goluri acumulate de-a lungul unui anumit număr de sezoane și pentru clubul însuși.
| România - Mihai Adam - Vasile Alexandru - Adrian Anca - Cristian Bud - Florin Dan - Nicolae Dică - Cristian Dulca - Anton Fernbach-Ferenczi - Octavian Ionescu - Vasile Jula - Ștefan Kovács - Ionuț Larie - Vasile Maftei - Bogdan Mara - Alin Minteuan - Dorinel Munteanu - Andrei Mureșan - Gabriel Mureșan - Sorin Oncică - Cristian Panin - Emil Petru - Ionuț Rada - Gheorghe Rășinaru - Eduard Stăncioiu | - Ion Suru - Cosmin Tilincă - Dorin Toma - George Țucudean - Cosmin Văsîie - Viorel Vișan - Andrei Burcă Algeria - Billel Omrani Argentina - Emmanuel Culio - Sebastián Dubarbier - Sixto Peralta Brazilia - Hugo Alcântara - Yuri Matias - Rafael Bastos - Edimar - Paulo Vinícius Bosnia și Herțegovina - Mateo Sušić Burkina Faso - Yssouf Koné Coasta de Fildeș - Emmanuel Koné - Lacina Traoré | Croația - Damjan Đoković - Antonio Jakoliš Franța - Grégory Tadé - Tony Georgia - Giorgi Chanturia Ghana - Sulley Muniru Grecia - Pantelis Kapetanos - Ioannis Matzourakis Islanda - Rúnar Már Sigurjónsson Italia - Davide Petrucci - Felice Piccolo Lituania - Giedrius Arlauskis | Portugalia - Beto - Ricardo Cadú - Nuno Claro - Dani - Mário Felgueiras - Manuel José - Tiago Lopes - Rui Pedro - Ivo Pinto - Antonio Semedo Senegal - Modou Sougou Spania - Cristian López Suedia - Mikael Dorsin Uruguay - Matías Aguirregaray - Álvaro Pereira Venezuela - Mario Rondón |

## Foști antrenori
| - Elemer Hirsch (1947–1948) - Constantin Rădulescu (1957–1960, 1963–1976, 1979–1982, 1992–1995) - Ștefan Kovács (1960–1962) - Octavian Albu (?) - Ovidiu Greavu (1987–1991) - Marius Bretan (2001–2002) - George Ciorceri (2002–2003) - Adrian Coca (2004) - Aurel Șunda (2004–2005) - Dorinel Munteanu (iul 2005–oct 2006) - Cristiano Bergodi (oct 2006–mai 2007) - Ioan Andone (mai 2007–aug 2008) - Maurizio Trombetta (sep 2008–ian 2009) - Aleš Jindra și Dušan Uhrin, Jr. (ian 2009–apr 2009) - Toni Conceição (apr 2009–noi 2009) - Andrea Mandorlini (noi 2009–sep 2010) - Sorin Cârțu (sep 2010–noi 2010) - Alin Minteuan (noi 2010–mai 2011) - Jorge Costa (mai 2011–apr 2012) - Ioan Andone (apr 2012–oct 2012) | - Paulo Sérgio (oct 2012–apr 2013) - Eugen Trică (apr 2013–iun 2013) - Mircea Rednic (iun 2013–aug 2013) - Petre Grigoraș (aug 2013–dec 2013) - Vasile Miriuță (dec 2013–apr 2014) - Eugen Trică (apr 2014–apr 2015) - Francisc Dican (apr 2015–dec 2015) - Toni Conceição (dec 2015–iun 2016) - Vasile Miriuță (iun 2016–iun 2017) - Dan Petrescu (iun 2017–iun 2018) - Edward Iordănescu (iun 2018–iul 2018) - Toni Conceição (iul 2018–feb 2019) - Alin Minteuan (feb 2019–mar 2019) - Dan Petrescu (mar 2019–noi 2020) - Edward Iordănescu (dec 2020–iun 2021) - Marius Șumudică (iun 2021–sep 2021) - Dan Petrescu (sep 2021–iun 2023) - Andrea Mandorlini (iun 2023–ian 2024) - Adrian Mutu (ian 2024–apr 2024) |